# Khải Hoàn Môn (Paris)
Khải Hoàn Môn (có tên khác là Bắc đẩu Tinh tú Hoàn môn) (tiếng Pháp: L’arc de triomphe de l’Étoile) là một công trình ở Paris, một trong những biểu tượng lịch sử nổi tiếng của nước Pháp. Nằm giữa quảng trường Étoile (Charles-de-Gaulle), vị trí của Khải Hoàn Môn là điểm cuối của đại lộ Champs-Elysées, khu vực tập trung khách du lịch của thành phố. Vốn là công trình do Napoléon cho xây dựng vào năm 1806 để vinh danh quân đội Đệ Nhất Đế chế Pháp, nhưng Khải Hoàn Môn được hoàn thành vào năm 1836, dưới Nền quân chủ Tháng bảy.
Ngày nay, Khải Hoàn Môn là một trong những công trình nổi tiếng nhất của Paris và cùng với Champs-Elysées là địa điểm tổ chức các lễ hội, sự kiện hay ăn mừng các chiến thắng thể thao. Với hơn 1 triệu lượt khách mua vé viếng thăm, Khải Hoàn Môn đứng thứ 10 trong các công trình thu hút nhất của Paris.

## Lịch sử

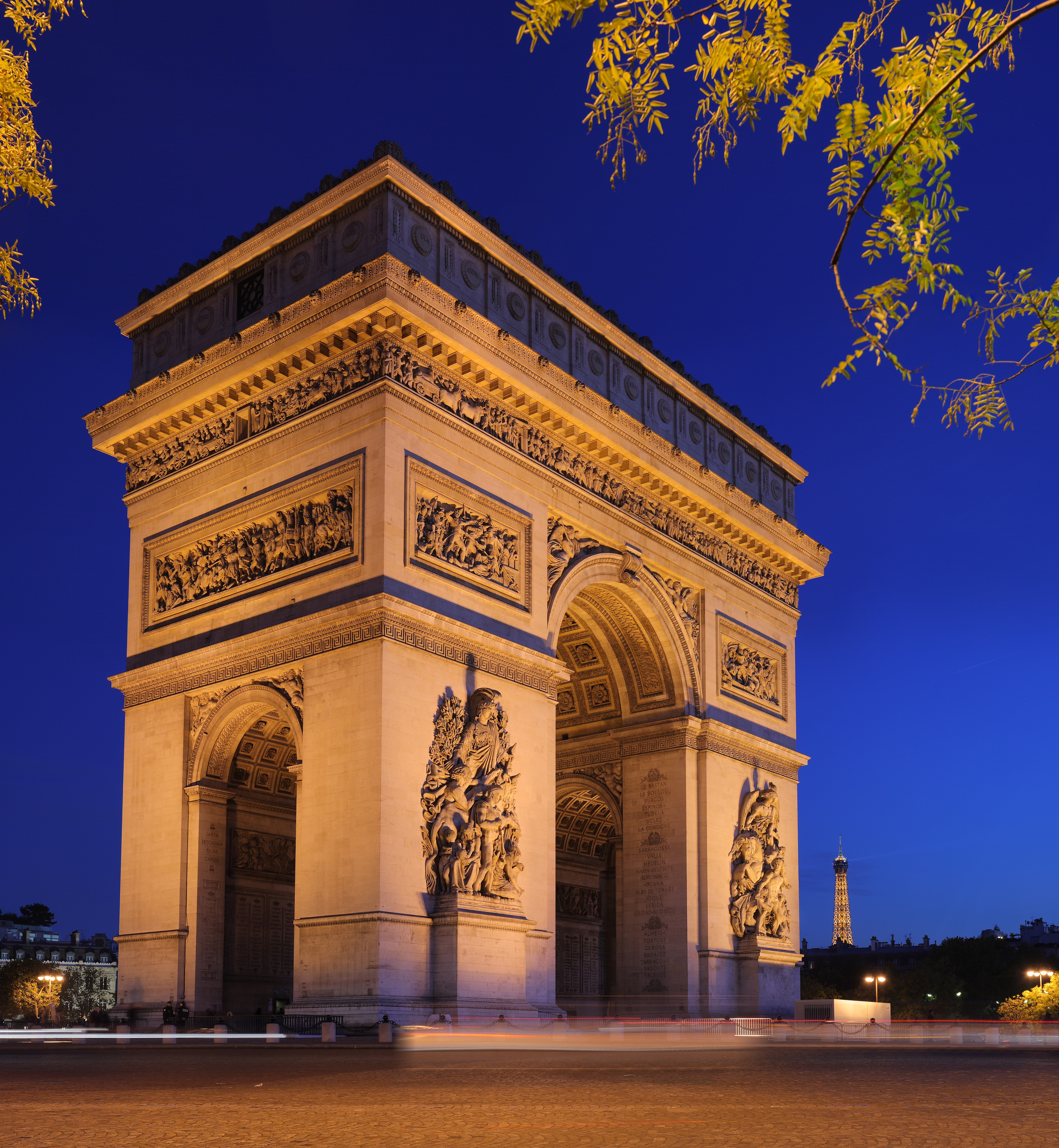
Khải Hoàn Môn về đêm

Đầu thế kỷ 17, vị trí của Khải Hoàn Môn thuộc ngoại ô của Paris. Năm 1616, hoàng hậu Marie de Médicis quyết định mở một con đường dài có trồng cây hai bên để đi dạo, chính là đại lộ Champs-Elysées ngày nay. Trong thế kỷ 17, khu vực Champs-Elysées dần được đô thị hóa và quảng trường Étoile được tạo ra vào năm 1670, nhưng vẫn nằm ngoài bức tường thành do Louis XIII xây từ 1633 đến 1636. Năm 1787, bức tường Thuế quan được xây dựng để kiểm soát hàng hóa vào Paris và đi qua quảng trường Étoile. Étoile được kiến trúc sư Claude Nicolas Ledoux bố trí là một trong những trạm thu thuế. Quảng trường Étoile khi đó là giao lộ của năm con đường lớn.
Năm 1806, sau chiến thắng Austerlitz, hoàng đế Napoléon Bonaparte quyết định xây dựng trên quảng trường Étoile một công trình vinh danh quân đội. Khải Hoàn Môn được kiến trúc sư Jean-François-Thérèse Chalgrin thiết kế, lấy cảm hứng từ các công trình cổ đại, cao 50 mét, rộng 45 mét. Sau Jean-François-Thérèse Chalgrin, những người kế nhiệm công việc xây dựng là Louis-Robert Goust và Jean-Nicolas Huyot.
Sự sụp đổ của Đệ nhất đế chế khiến việc thi công Khải Hoàn Môn bị đình lại. Tới năm 1825, công trình mới được tiếp tục và năm 1836 được vua Louis-Philippe khánh thành. Năm 1840, thi hài của Napoléon - người quyết định xây dựng công trình - được đưa qua Khải Hoàn Môn trước khi về điện Invalides. Sau đó, linh cữu Victor Hugo cũng được để một đêm ở đây trước khi đưa về điện Panthéon.
Thời Đệ nhị đế chế, khi Paris được Georges Eugène Haussmann cải tạo lại, bảy con đường mới được vạch thêm, gặp nhau tại quảng trường Étoile. Khải Hoàn Môn dần trở thành biểu tượng của thành phố Paris. Kể từ 14 tháng 7 năm 1919, cuộc duyệt binh mừng quốc khánh được tổ chức đi ngang qua Khải Hoàn Môn. Năm 1989, Grande Arche được hoàn thành ở khu La Défense, được xem như một Khải Hoàn Môn mới, kéo dài trục Axe historique.
Ngày này, Khải Hoàn Môn là một trong những công trình nổi tiếng nhất của thành phố, khu vực Champs-élysées là điểm hấp dẫn du khách và cũng là địa điểm tổ chức các lễ hội, chào đón năm mới. Cơ quan quản lý Khải Hoàn Môn là Trung tâm công trình quốc gia.

## Khải Hoàn Môn

Quảng trường Étoile (Charles-de-Gaulle)

Nằm trên quảng trường Étoile, cuối đại lộ Champs-Elysées, Khải Hoàn Môn thuộc trục Axe historique đi qua nhiều công trình quan trọng của Paris. Vị trí của Khải Hoàn Môn là điểm giao của 12 đại lộ và ba quận. Để tới chân công trình, lối đi Passage du Souvenir (Lối đi Kỷ Niệm) được xây dựng ngầm dưới quảng trường.
Với vị trí cuối Champs-Elysées, một năm sẽ có hai lần, khoảng 10 tháng 5 và 1 tháng 8, xảy ra hiện tượng: đứng giữa đại lộ, nhìn thấy Mặt Trời lặn ngang qua Khải Hoàn Môn trong vài phút. Vào ngày 10 tháng 5 năm 1994, hiện tượng này xảy ra đồng thời với nhật thực. Đã có gần 200 ngàn người tới đây để chứng kiến. Tương tự, nhìn từ hướng ngược lại, phía Porte Maillot, hiện tượng này xảy ra vào khoảng 7 tháng 2 và 4 tháng 11. Đài tưởng niệm mở cửa hàng ngày từ 10:00 sáng đến 10:30 tối.

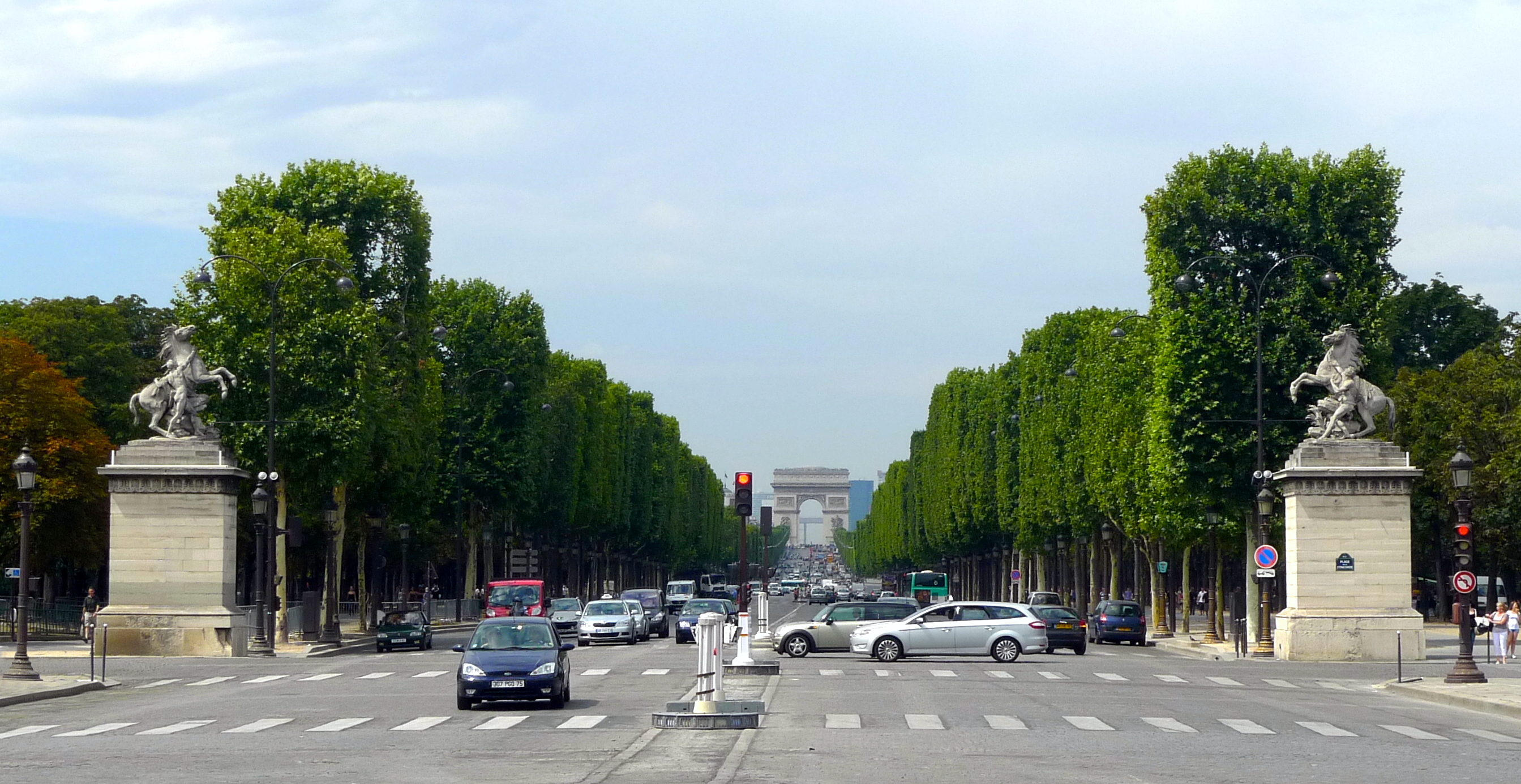
Axe historique

### Điêu khắc
Khải Hoàn Môn có kích thước mặt đứng gần hình vuông, chiều rộng 45 mét, cao 50 mét, nằm trên quảng trường có đường kính 240 mét. Công trình là tổng thể điêu khắc lớn nhất của Pháp trong thế kỷ 19. Các mặt của công trình được trang trí nhiều bức phù điêu, tượng đài và khắc tên các nhân vật nổi tiếng trong giai đoạn Cách mạng và Đế chế.
Bốn tác phẩm điêu khắc lớn nhất là: Xuất quân 1792 và Khải hoàn 1810 phía Champs-Elysées, Kháng chiến 1814 và Hòa bình 1815 phía Grande-Armée. Trong đó Xuất quân, tên đầy đủ Xuất quân của các chiến sĩ tình nguyện 1792 (Le départ des volontaires de 1792), tức La Marseillaise nổi tiếng hơn cả. Tác phẩm của nhà điêu khắc François Rude, cao 11,6 mét rộng 6 mét. Mặt phía trong bốn chân của Khải Hoàn Môn được trang trí bởi các bức phù điêu miêu tả những trận đánh nổi tiếng thời Cách mạng và Đế chế. Bên dưới khắc tên tuổi các nhân vật nổi tiếng trong giai đoạn lịch sử đó. Sáu bức phù điêu, bốn phía trên các tượng đài và hai ở các cạnh bên, mô tả những giai đoạn, sự kiện của Cách mạng Pháp và Đế chế. Ngoài ra bề mặt Khải Hoàn Môn còn có các phù điêu nhỏ khác.

## Chi tiết
- Bốn nhóm điêu khắc chính trên mỗi trụ cột của Arc là:
  - Le Départ de 1792 (hoặc là La Marseillaise), của François Rude. Nhóm điêu khắc kỷ niệm nguyên nhân của Đệ Nhất Cộng hòa Pháp trong thời gian Cuộc nổi dậy ngày 10 tháng 8. Phía trên các tình nguyện viên là sự nhân cách hóa có cánh của Liberty. Nhóm này phục vụ như một công cụ tuyển dụng trong những tháng đầu của Thế Chiến I và khuyến khích người Pháp đầu tư vào các khoản vay chiến tranh ở 1915–1916.[7]
  - Le Triomphe de 1810, của Jean-Pierre Cortot kỷ niệm Hiệp ước Schönbrunn. Nhóm này có Napoleon, được trao vương miện bởi nữ thần Chiến thắng.
  - La Résistance de 1814, của Antoine Étex kỷ niệm cuộc kháng chiến của Pháp với quân đội đồng minh trong thời gian Chiến tranh Liên minh thứ Sáu.
  - La Paix de 1815, của Antoine Étex kỷ niệm Hiệp ước Paris, kết luận vào năm đó.

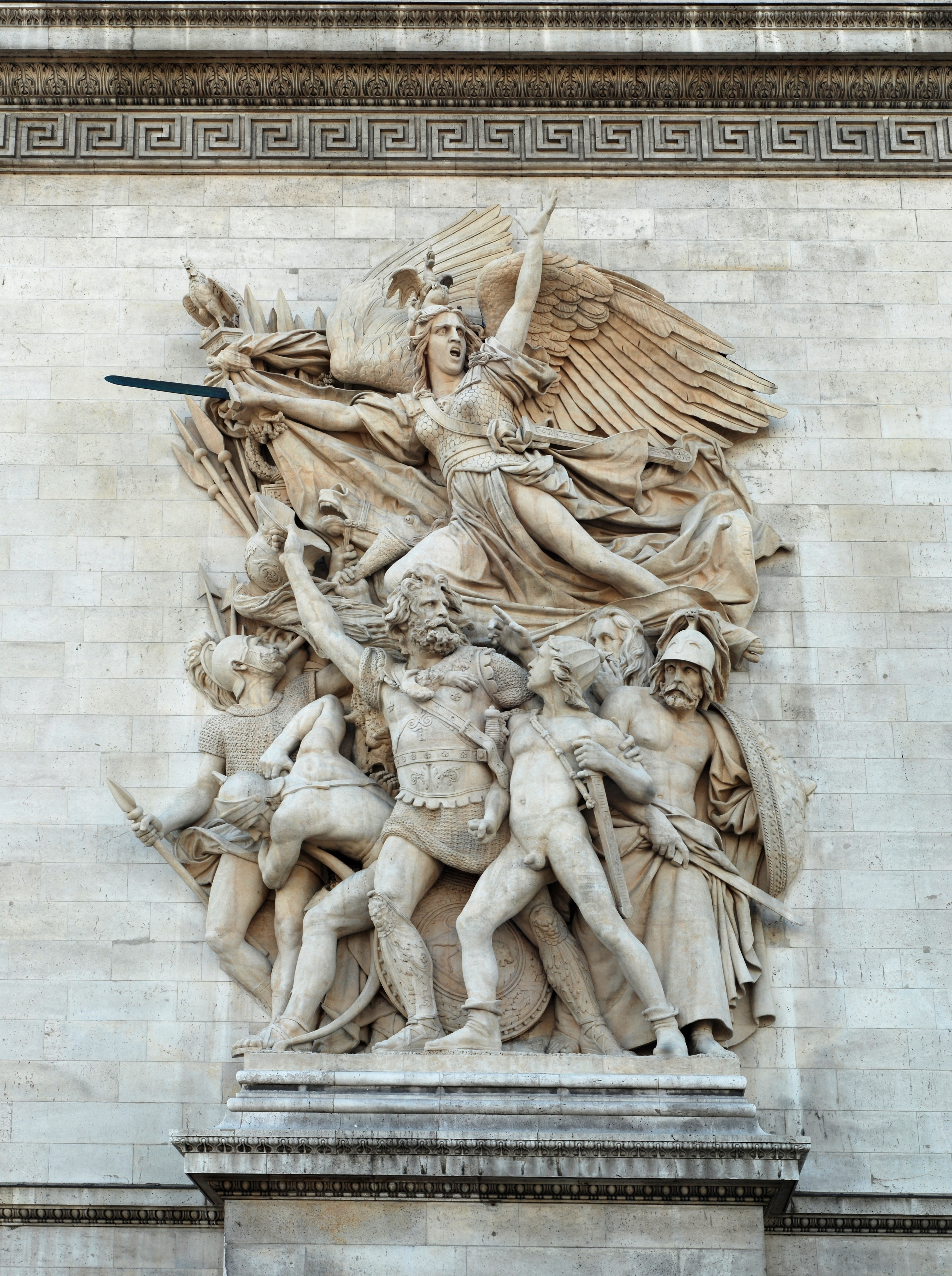
Le Départ de 1792 (La Marseillaise)
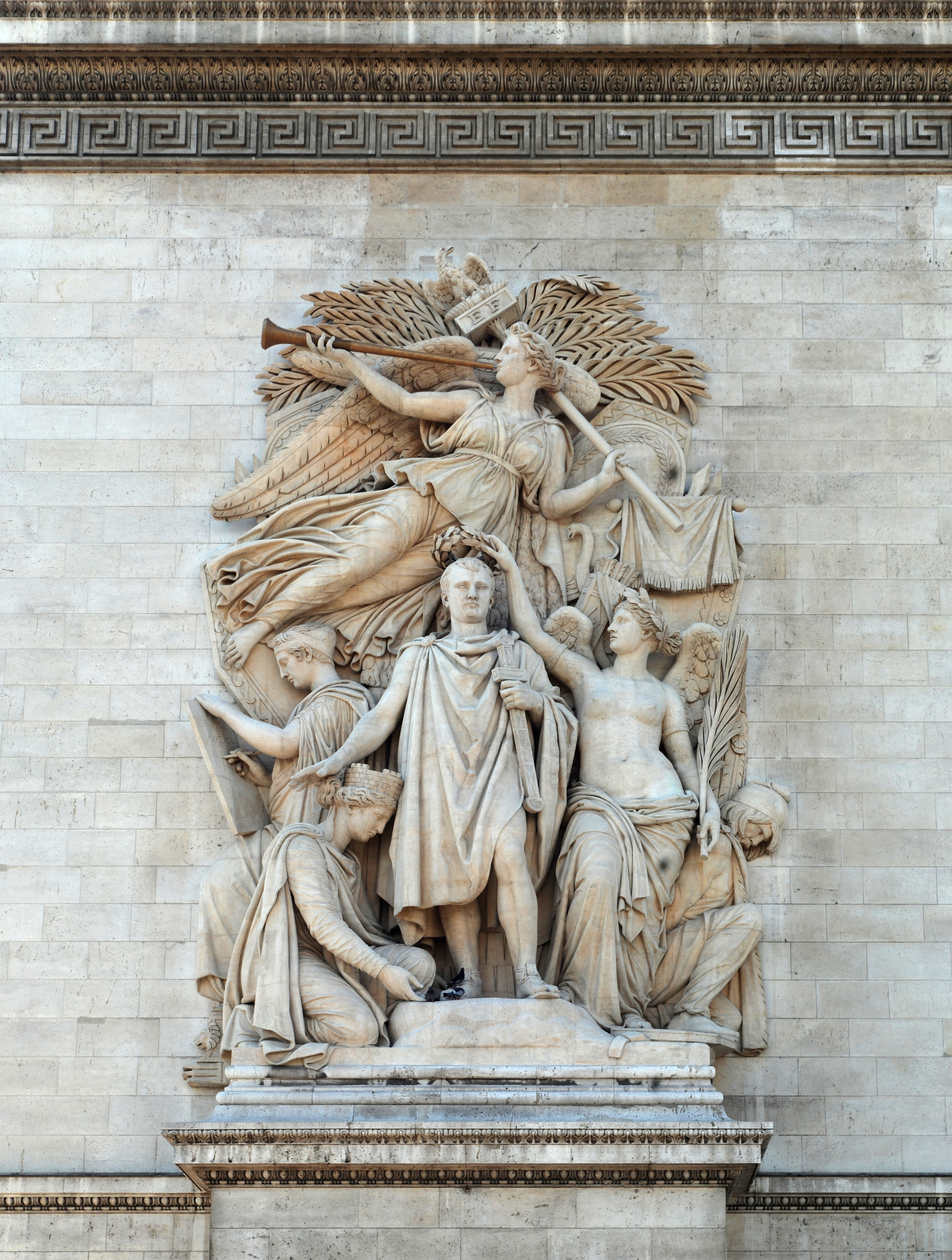
Le Triomphe de 1810
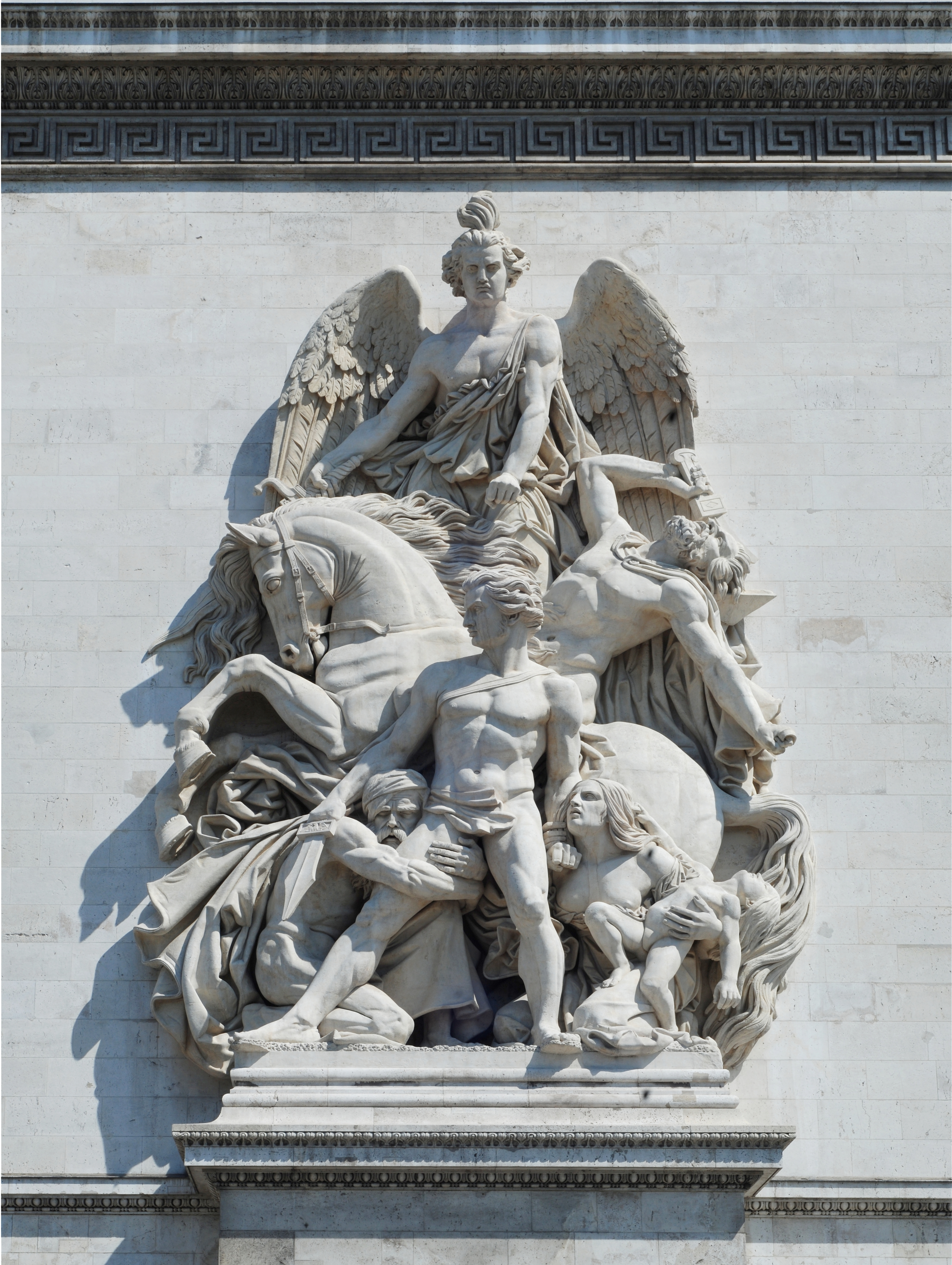
La Résistance de 1814
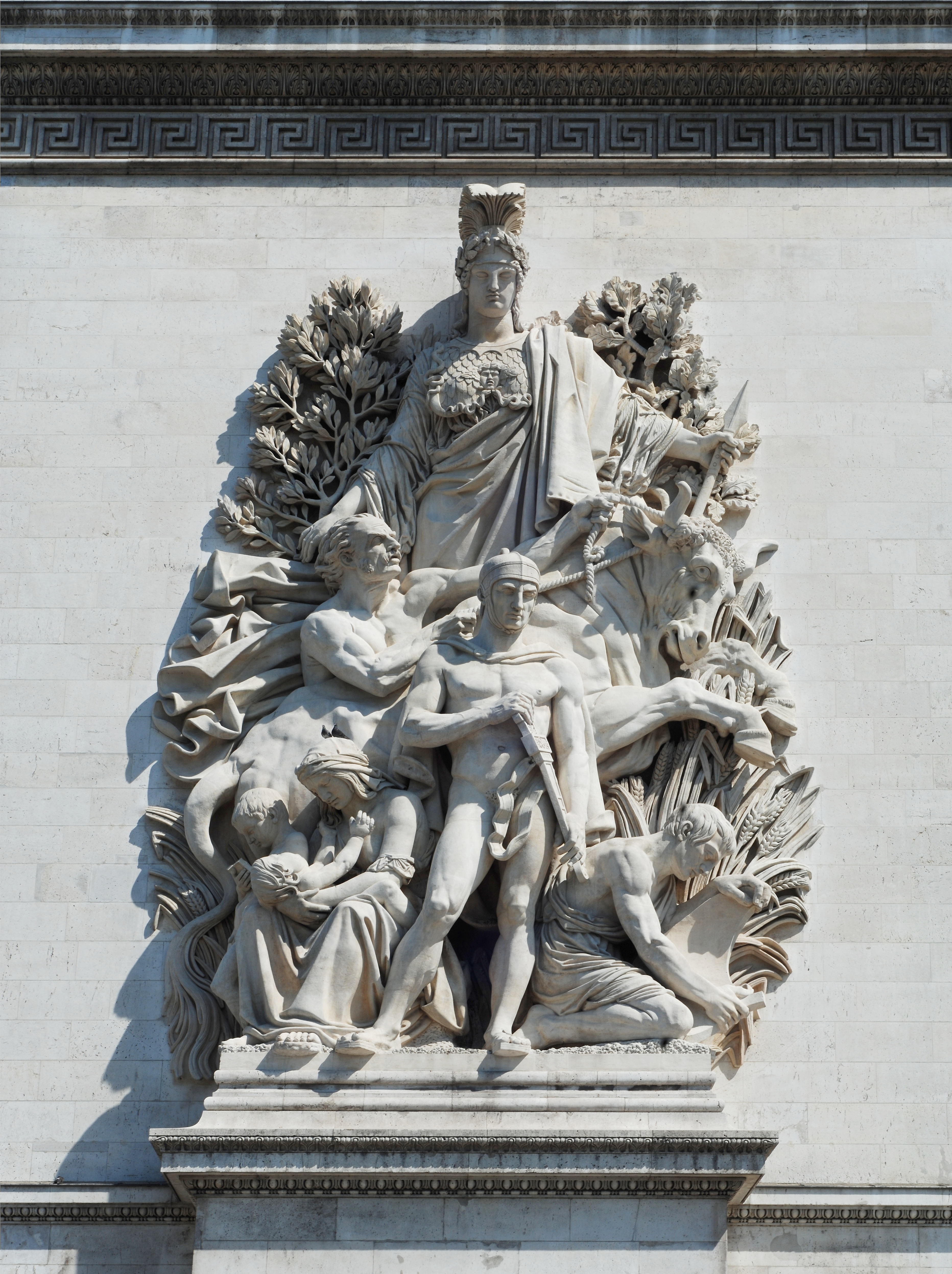
La Paix de 1815

- Sáu phù điêu được điêu khắc trên mặt tiền của Arch, đại diện cho những khoảnh khắc quan trọng của Cách mạng Pháp và của Thời đại Napoleon bao gồm:
  - Les funérailles du général Marceau (Tướng Marceau an táng), bởi P. H. Lamaire (mặt tiền phía Nam, phải).
  - La bataille d'Aboukir (Trận Aboukir), của Bernard Seurre (Mặt tiền Nam, trái).
  - La bataille de Jemappes (Trận Jemappes), của Carlo Marochetti (Mặt tiền Đông).
  - Le passage du pont d'Arcole (Trận Arcole), của Jean-Jacques Feuchère (Mặt tiền Bắc, phải).
  - La prise d'Alexandrie, (Mùa thu của Alexandria), của John-Étienne Chaponnière (Mặt tiền Bắc, trái).
  - La bataille d'Austerlitz (Trận Austerlitz), của Théodore Gechter (Mặt tiền phía Tây).

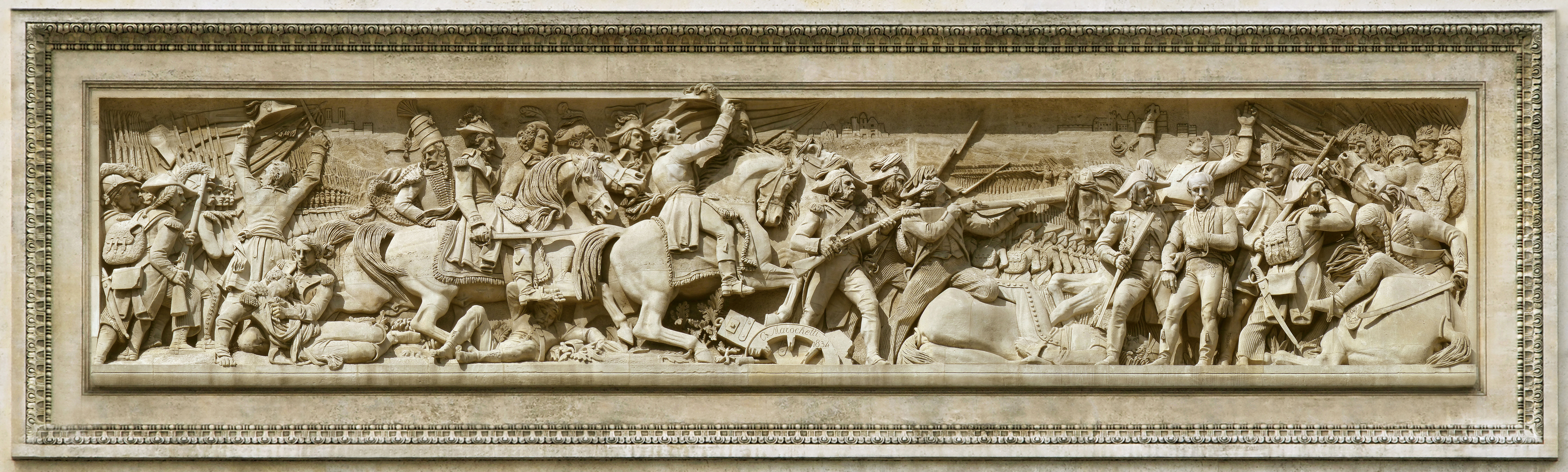
La bataille de Jemmappes, 6 tháng 11 năm 1792
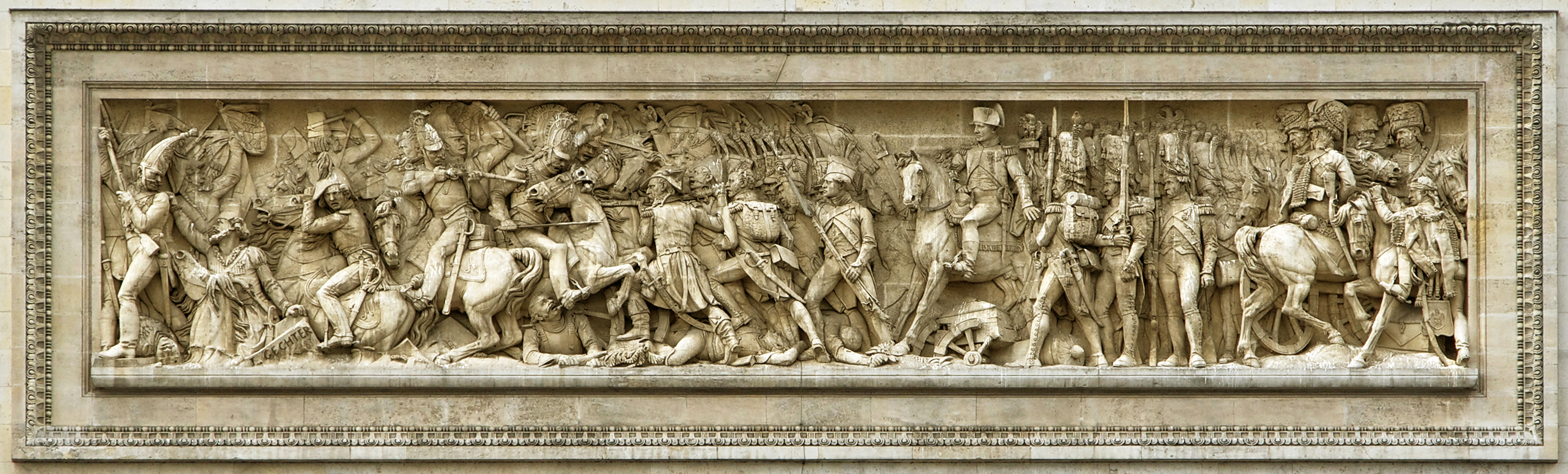
La bataille d'Austerlitz, 2 tháng 12 năm 1805

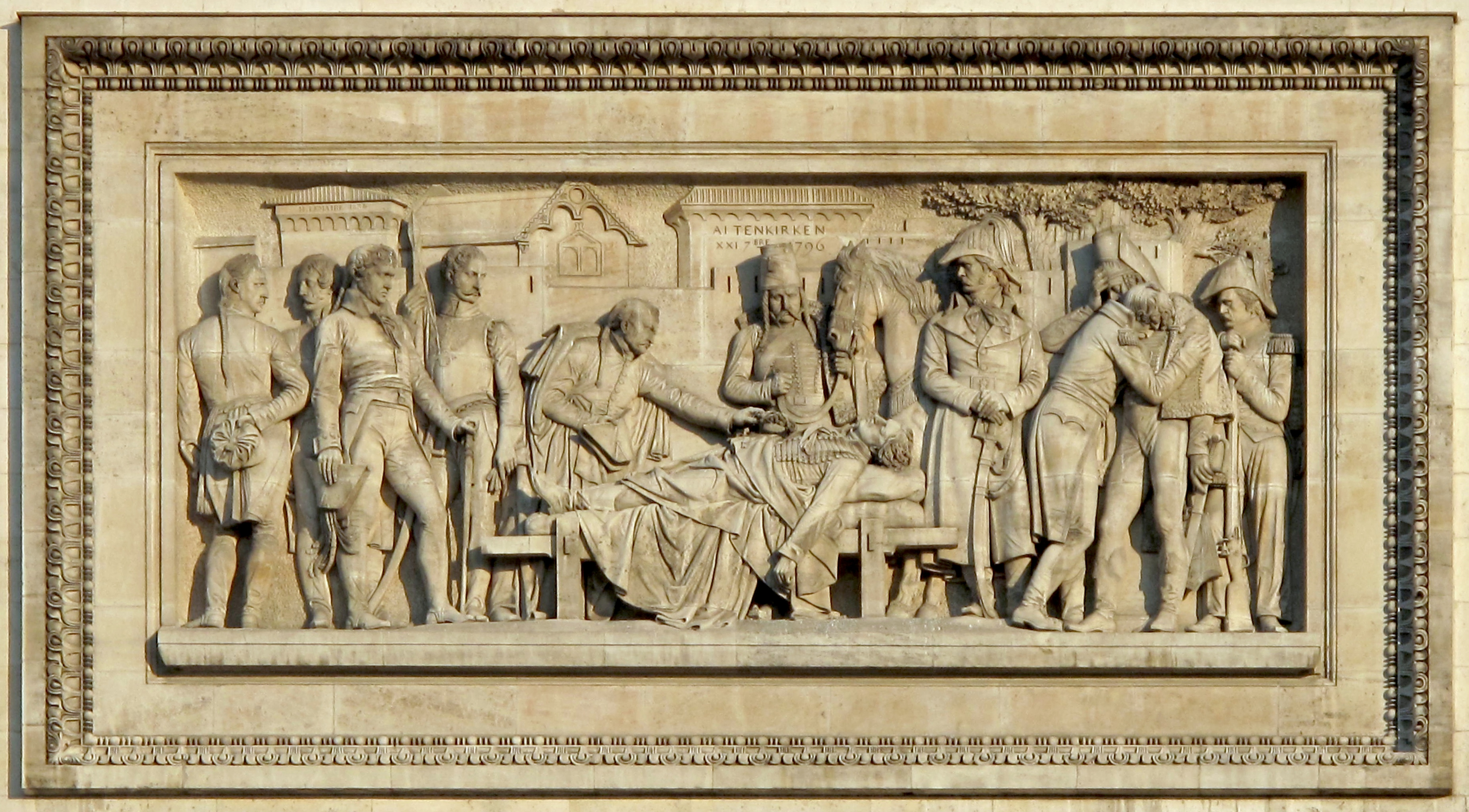
Les funérailles du général Marceau, 21 tháng 9 năm 1796
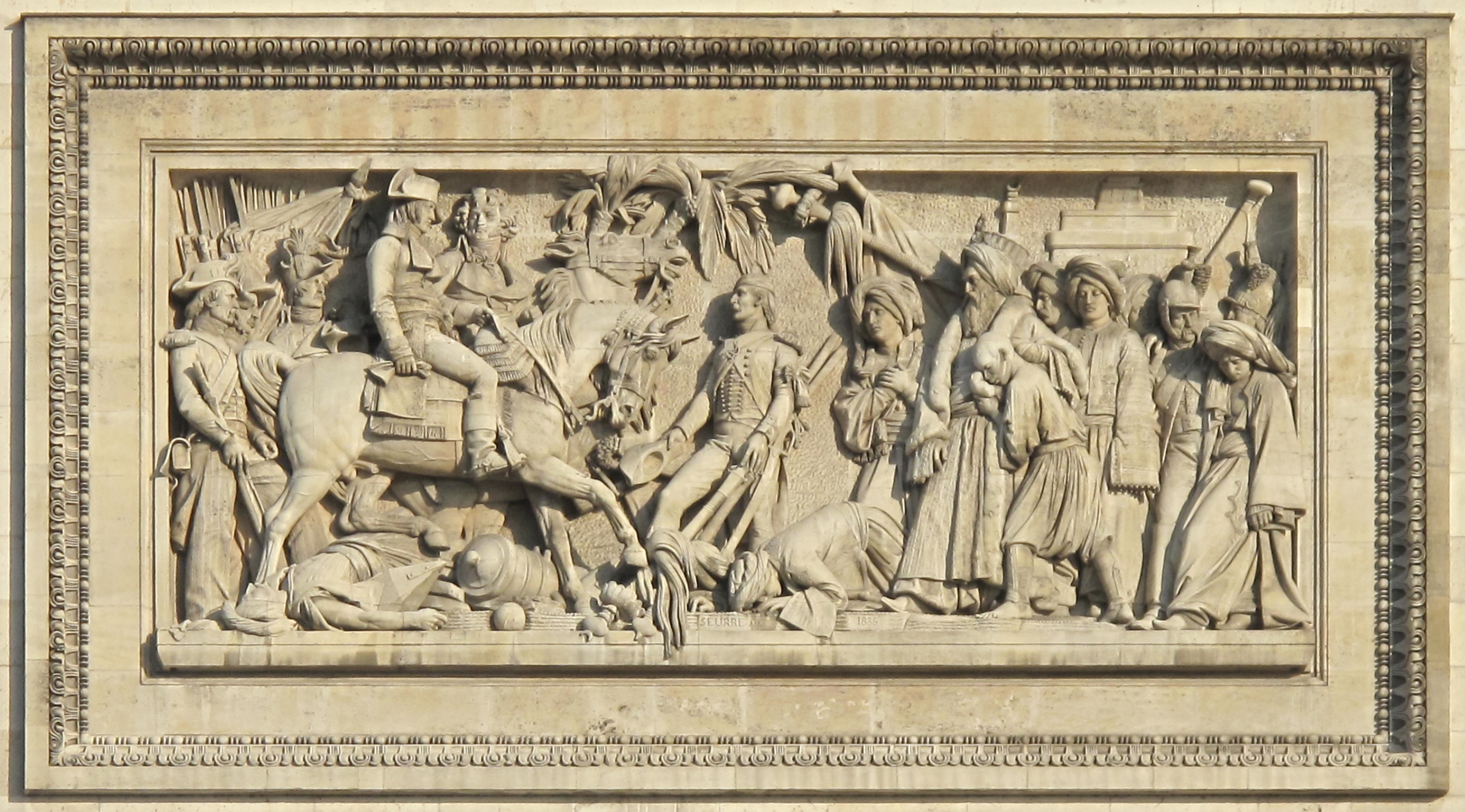
La bataille d'Aboukir, 25 tháng 7 năm 1799
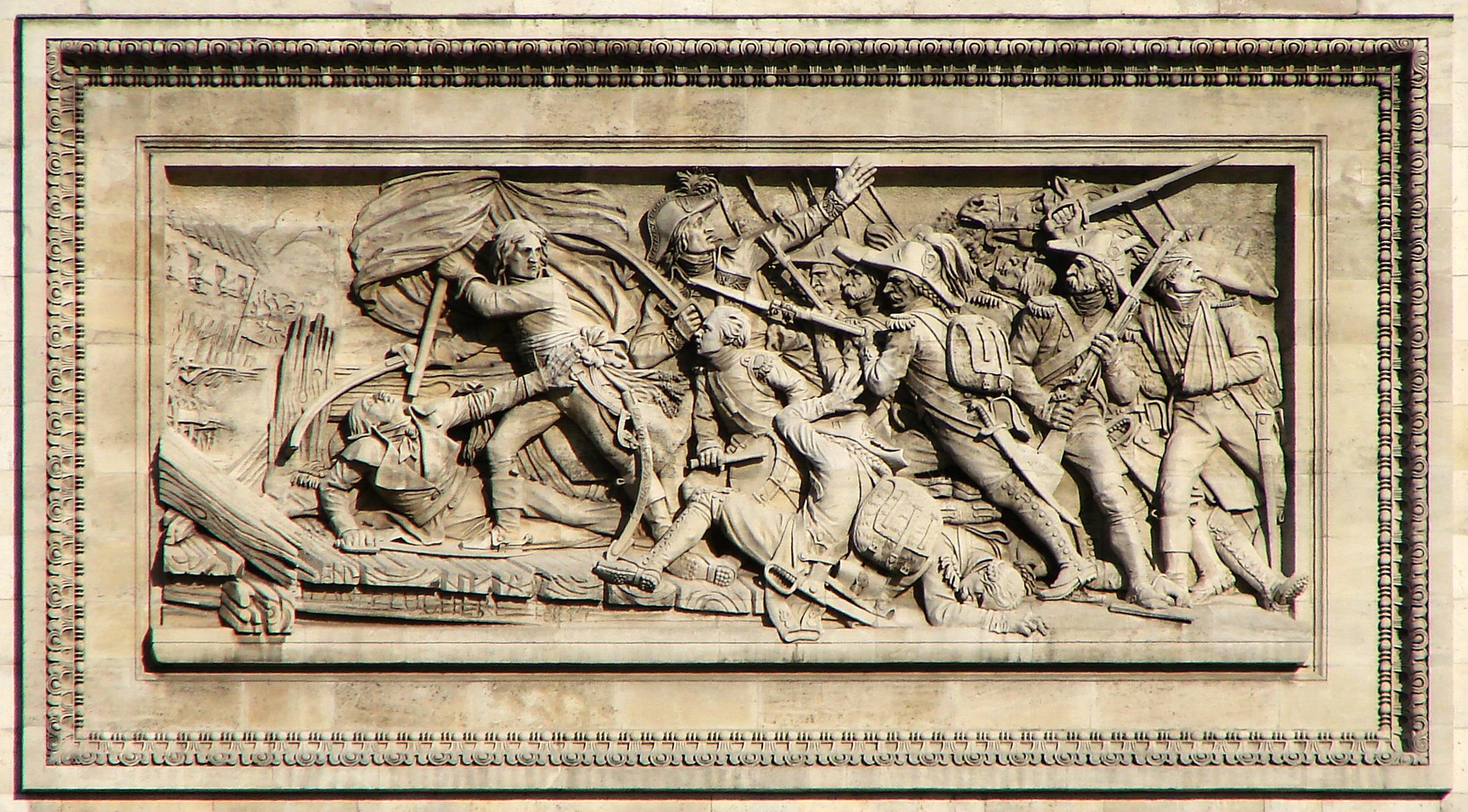
Le passage du pont d'Arcole, 15 tháng 11 năm 1796
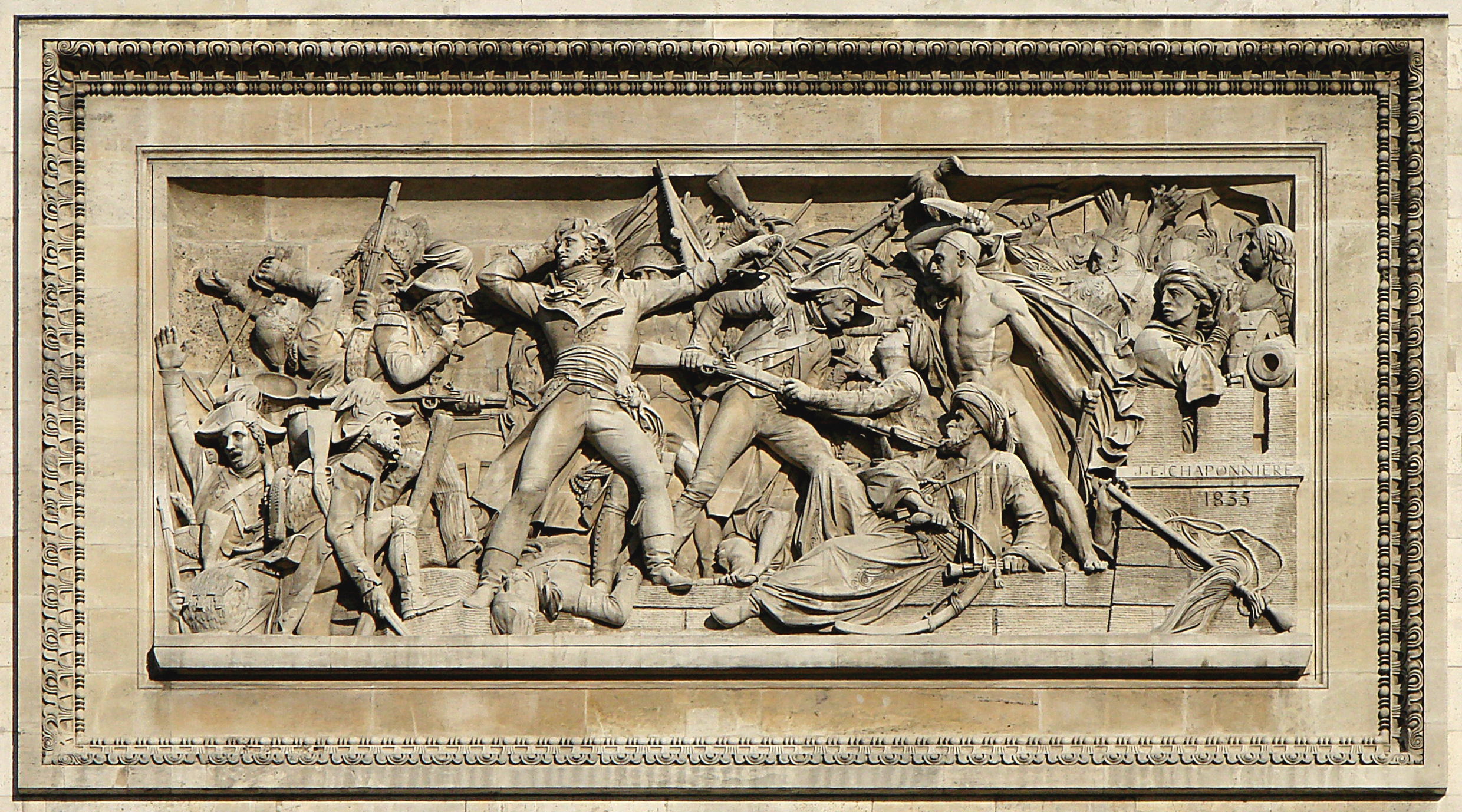
La prise d'Alexandrie, 3 tháng 7 năm 1798

- Tên của một số trận đánh lớn của Chiến tranh Cách mạng và Napoléon Pháp được khắc trên gác mái, bao gồm.

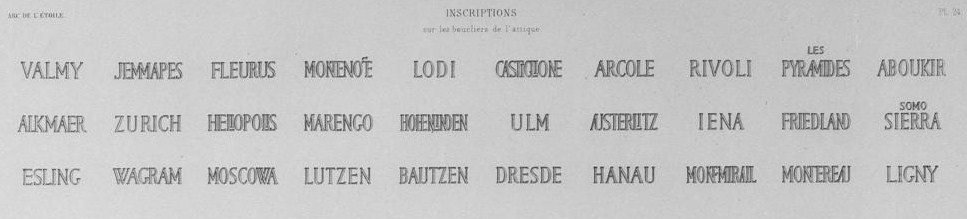

- Một danh sách các chiến thắng của Pháp được khắc dưới các vòm lớn trên mặt tiền bên trong của di tích.

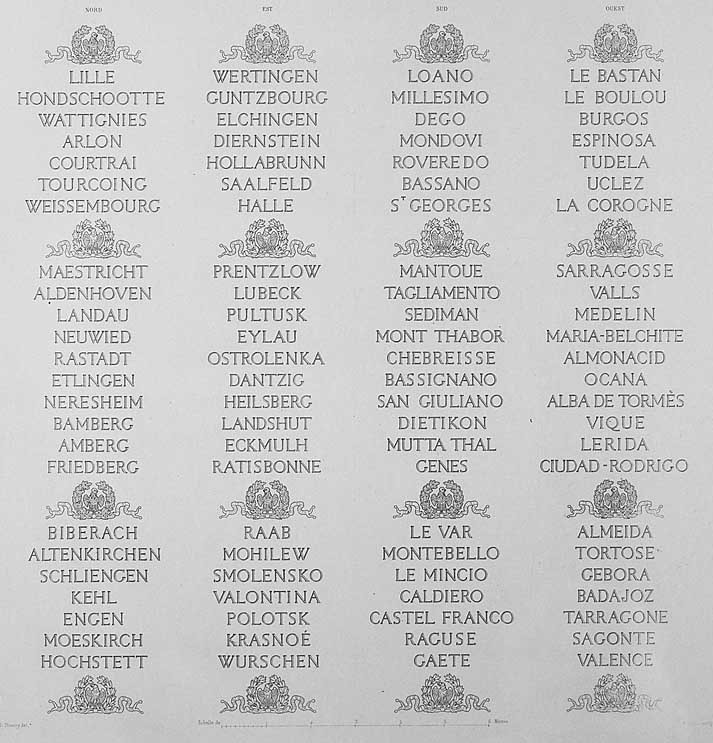

- Trên mặt tiền bên trong của các vòm nhỏ là khắc tên của các nhà lãnh đạo quân sự của Cách mạng và Đế quốc Pháp sự của Cách mạng và Đế quốc Pháp. Tên của những người đã chết trên chiến trường được gạch chân.

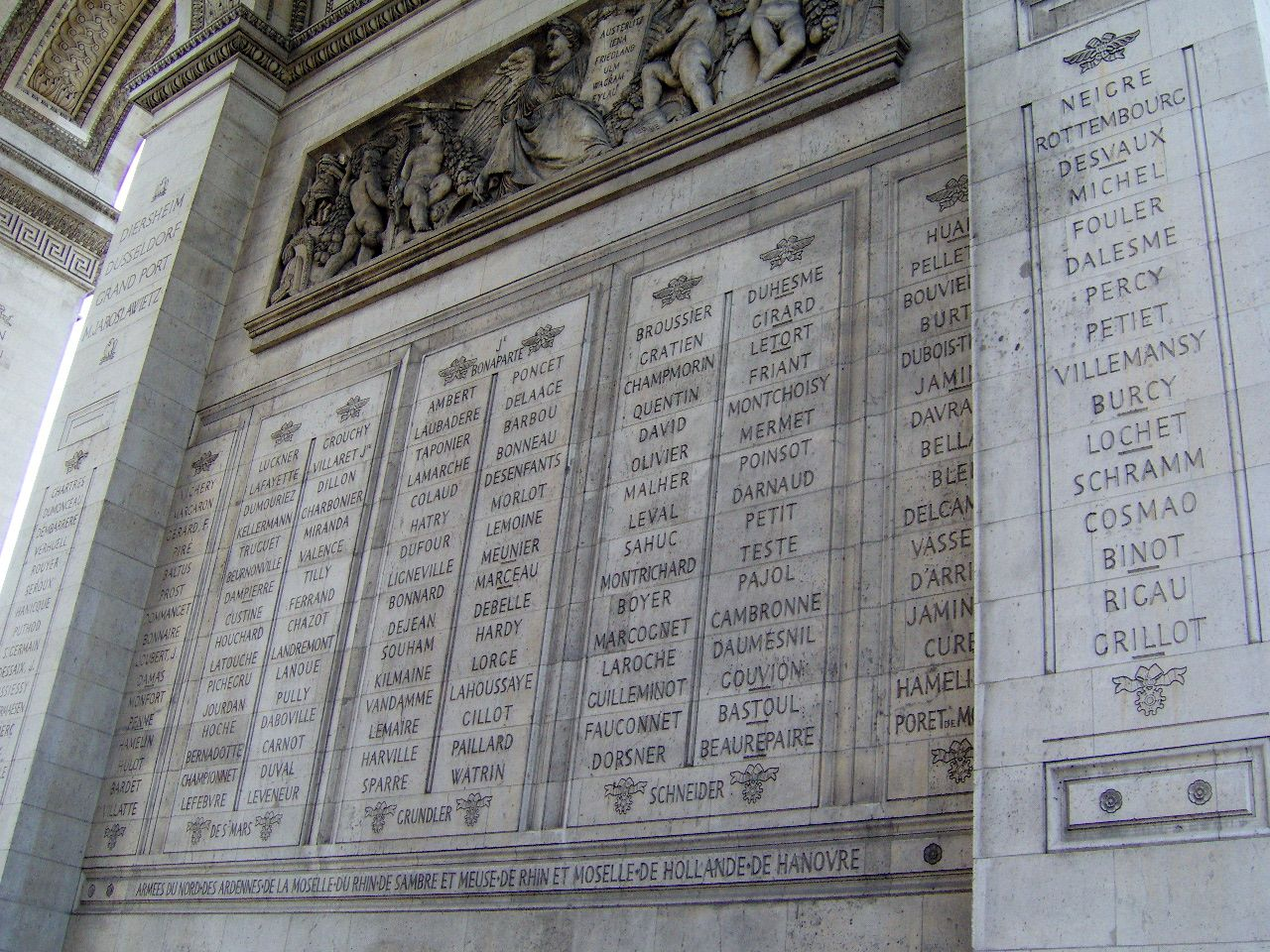
Trụ cột Bắc
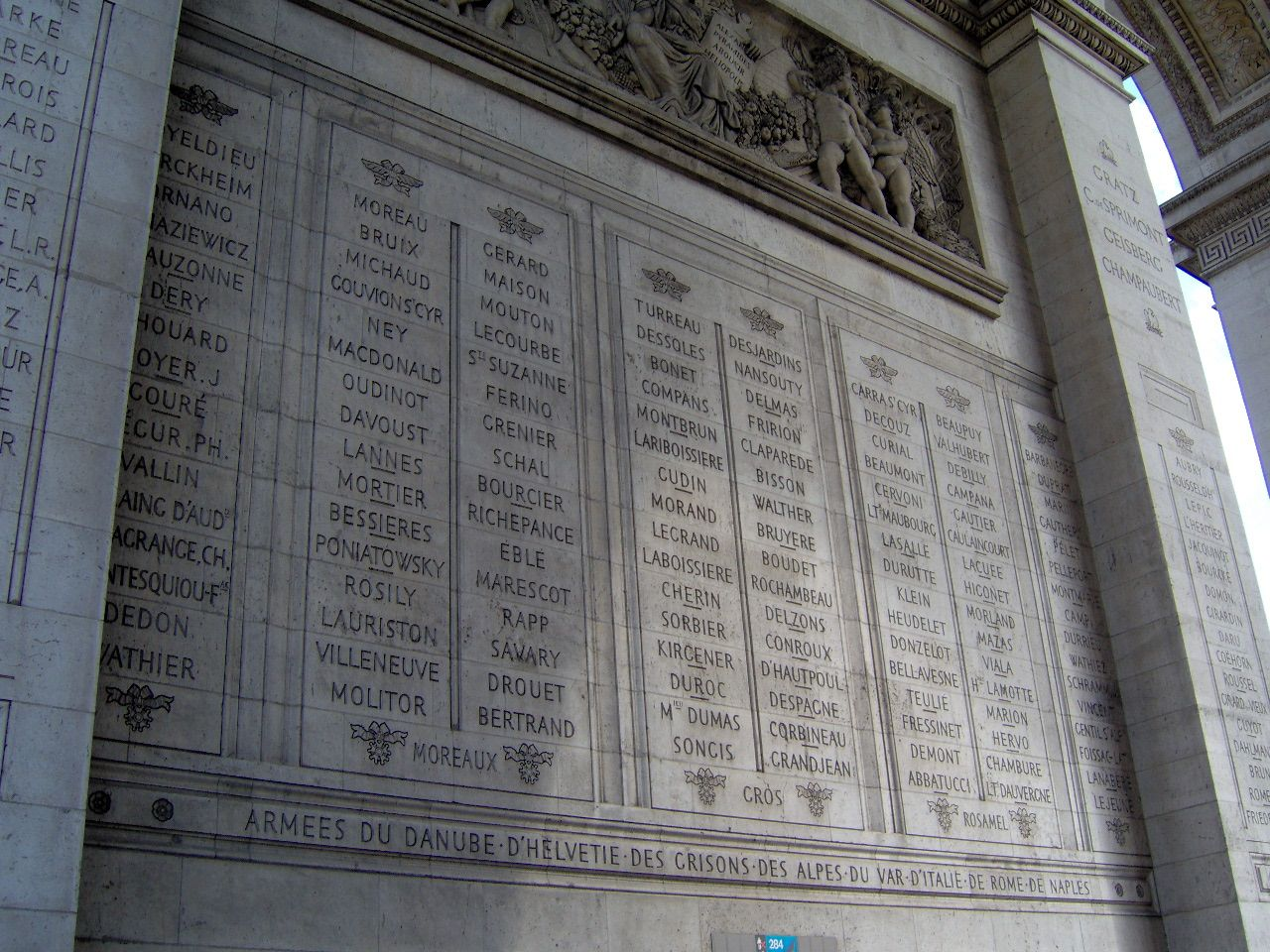
Trụ cột Đông
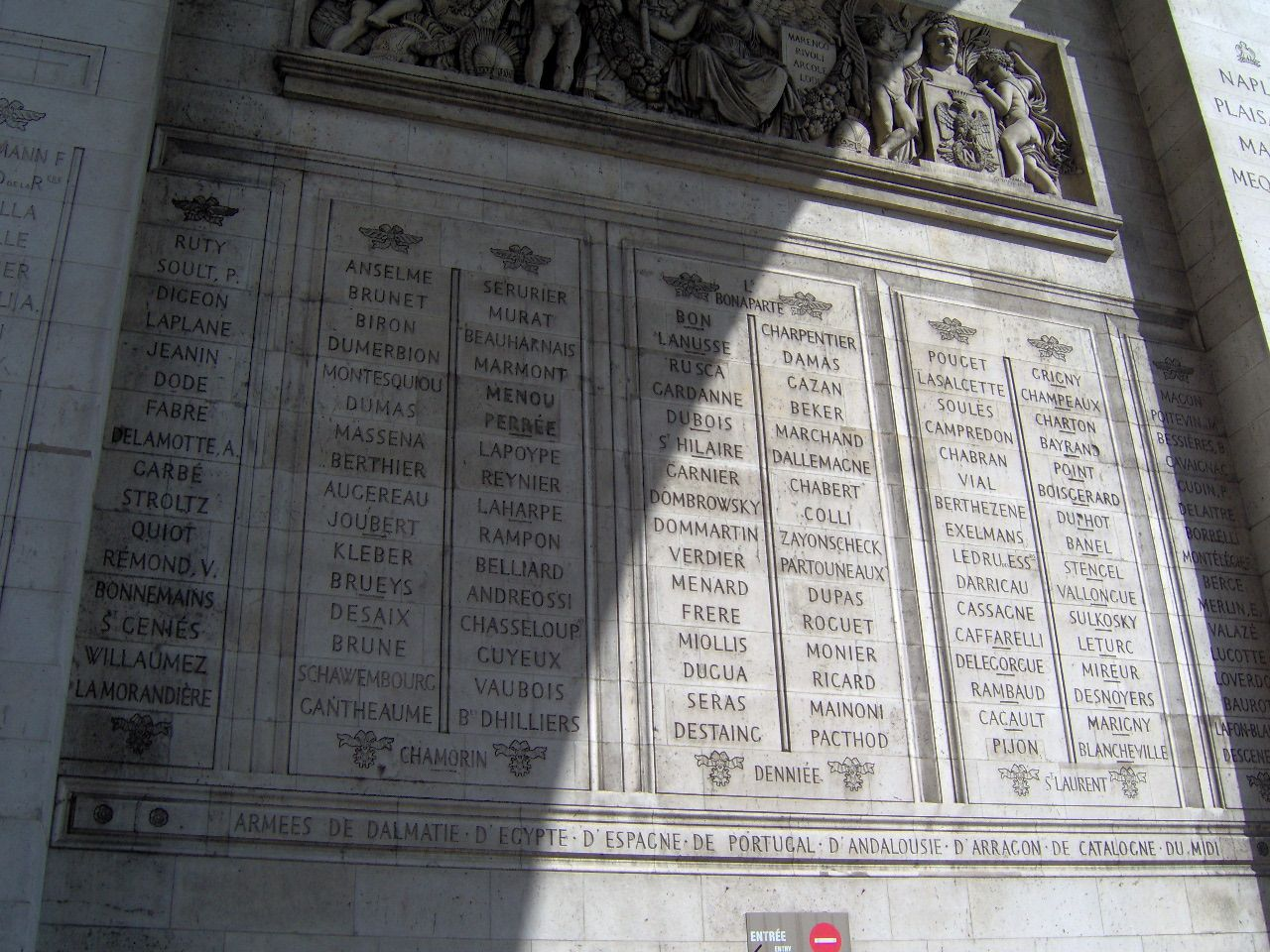
Trụ cột Nam
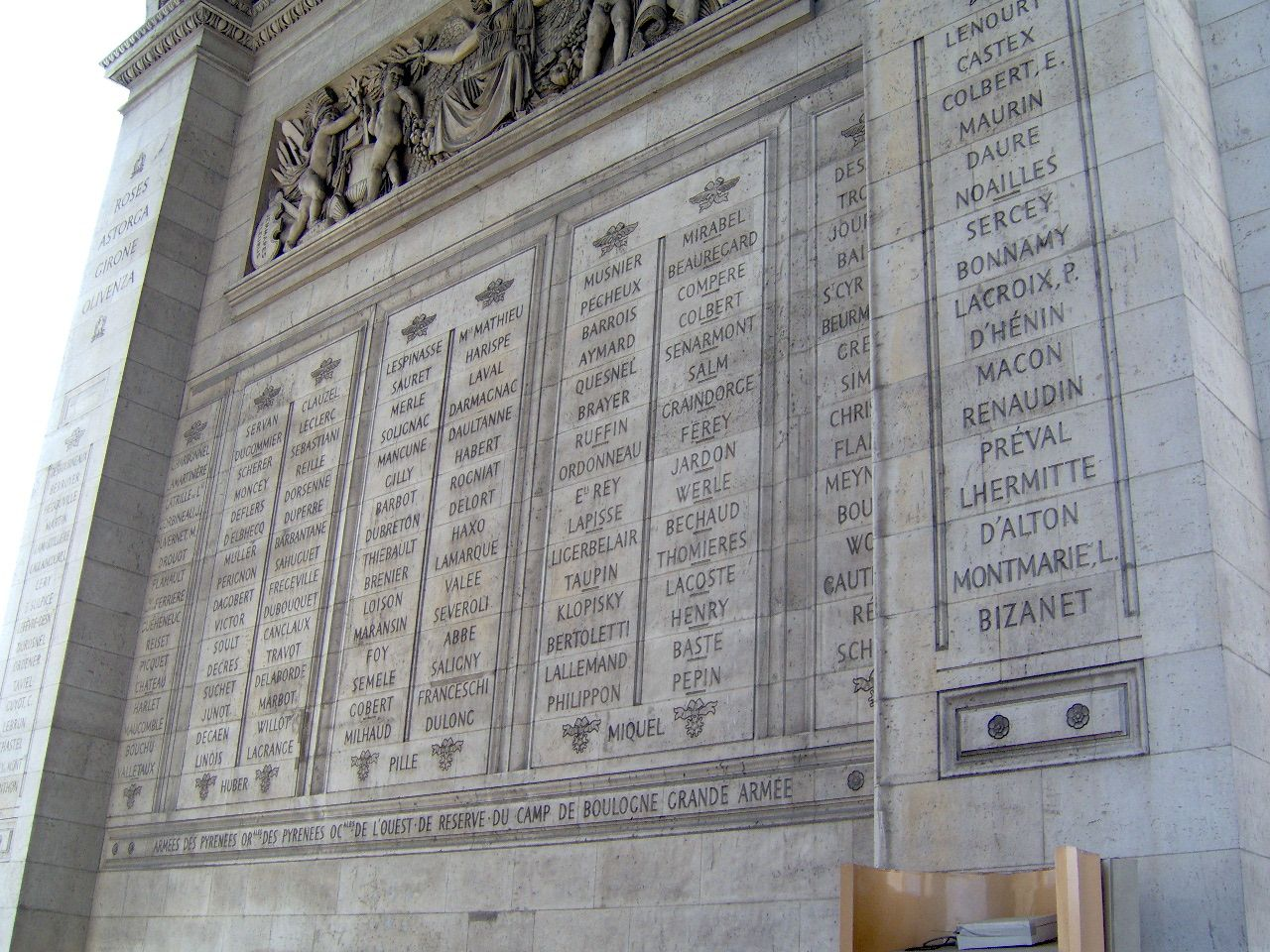
Trụ cột Tây

- Điều tuyệt vời arcade được trang trí với số liệu ngụ ngôn đại diện cho các nhân vật trong thần thoại La Mã (bởi James Pradier).

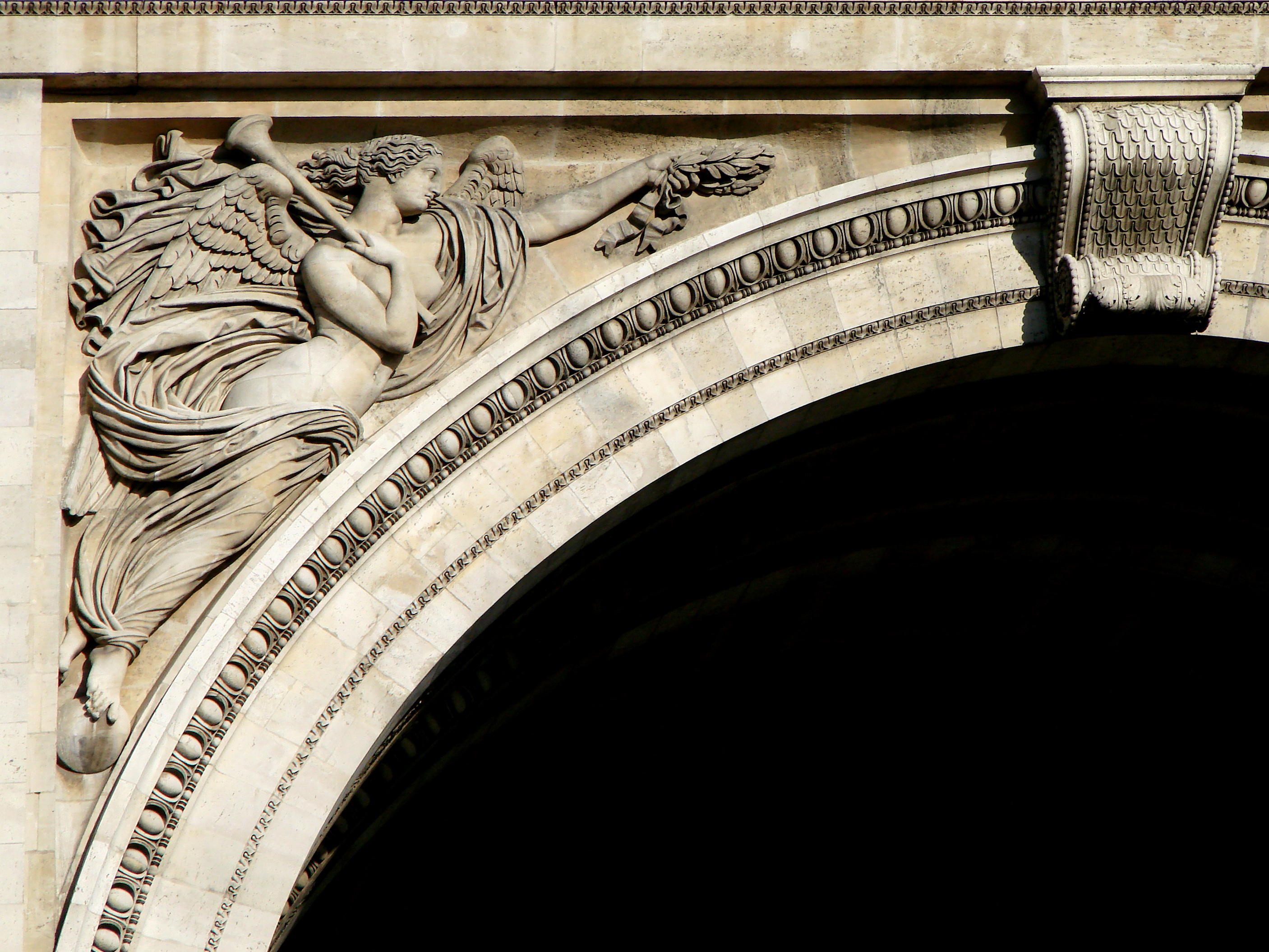
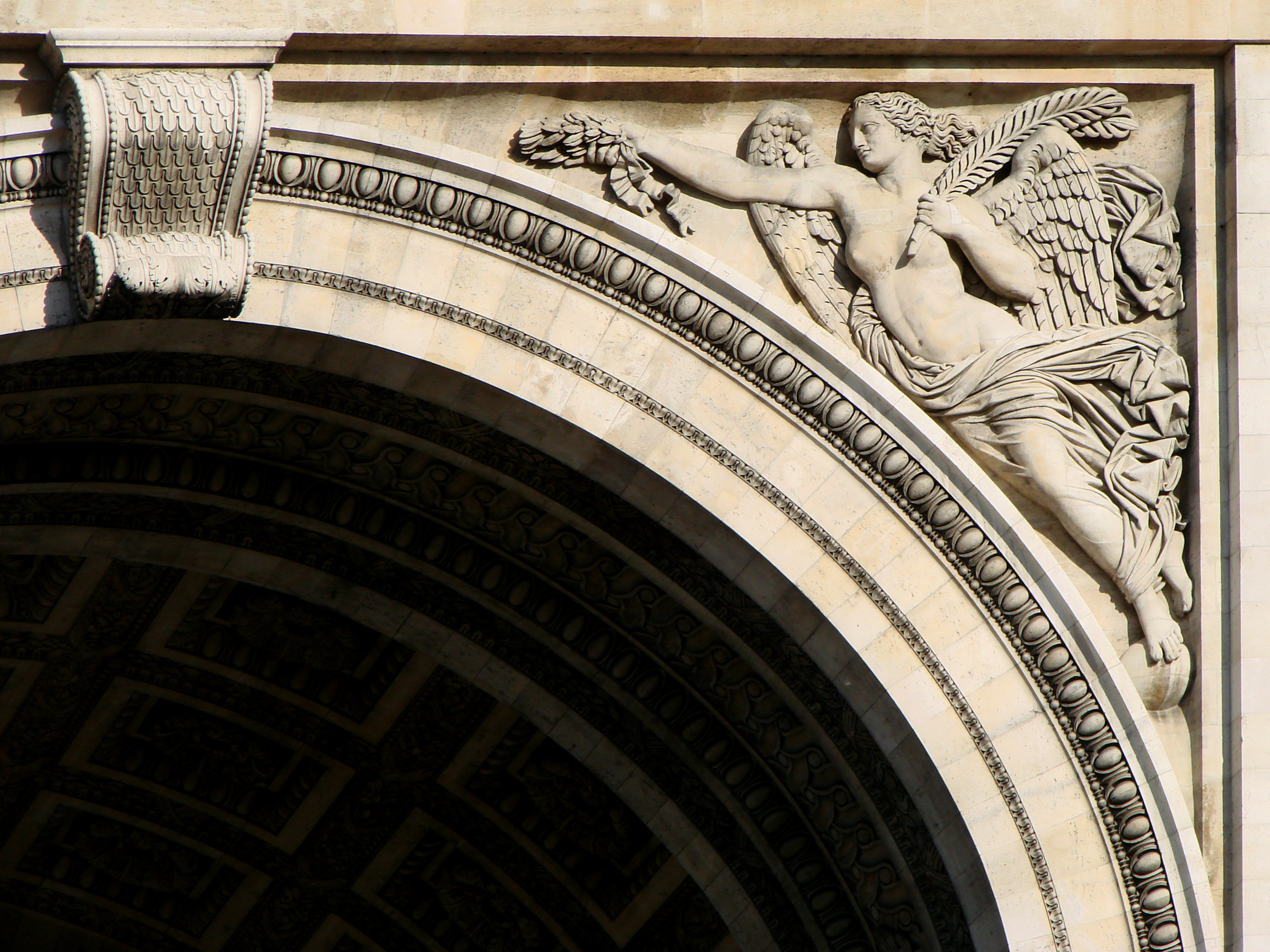
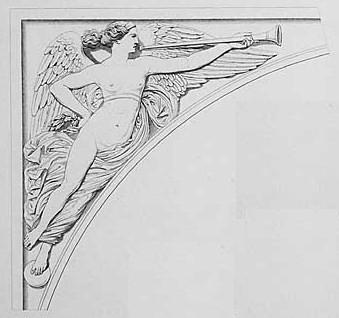
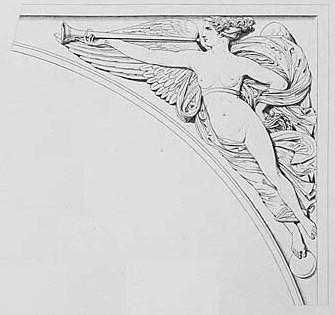

- Trần nhà với 21 tác phẩm điêu khắc Hoa hồng.

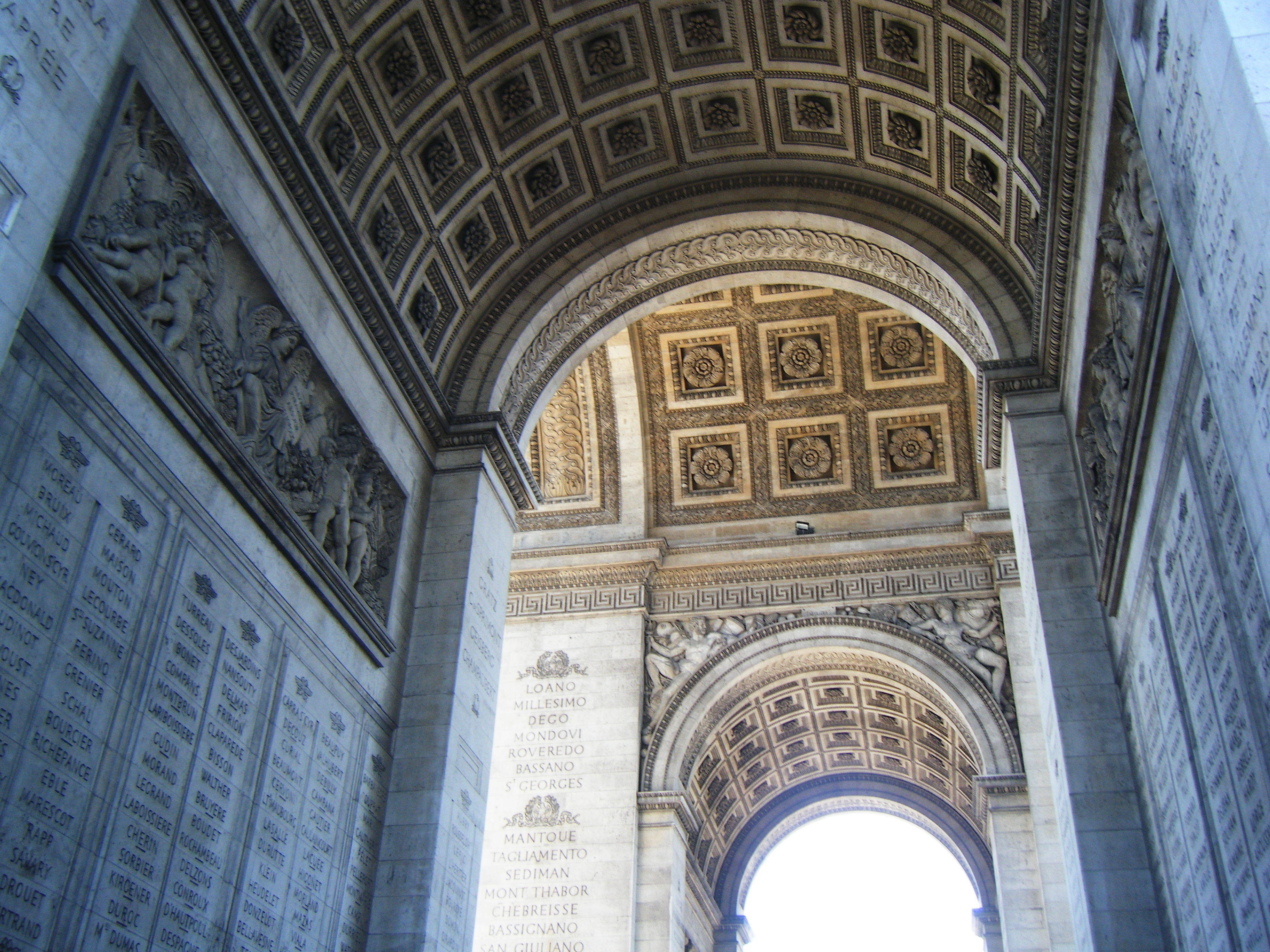
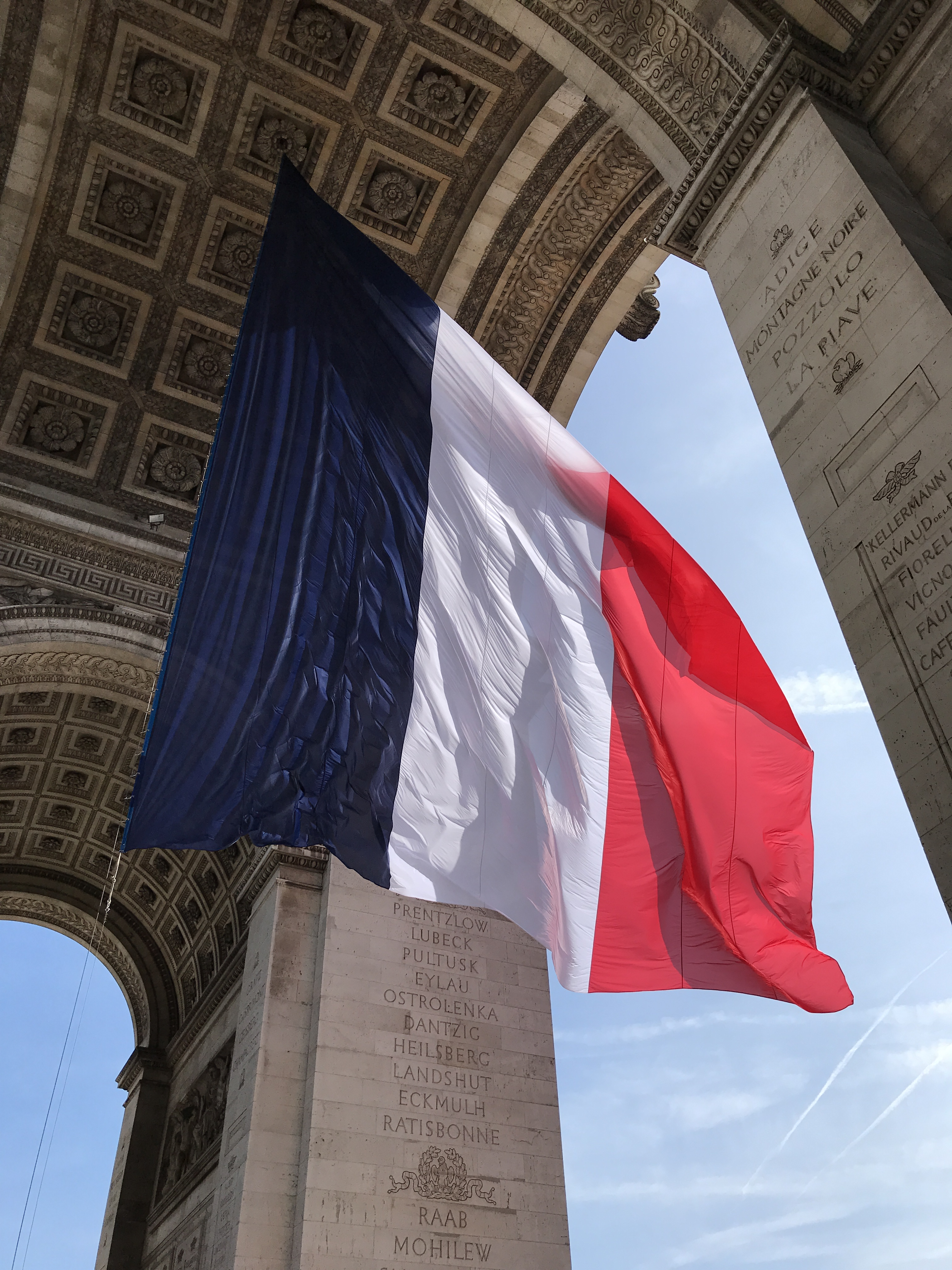
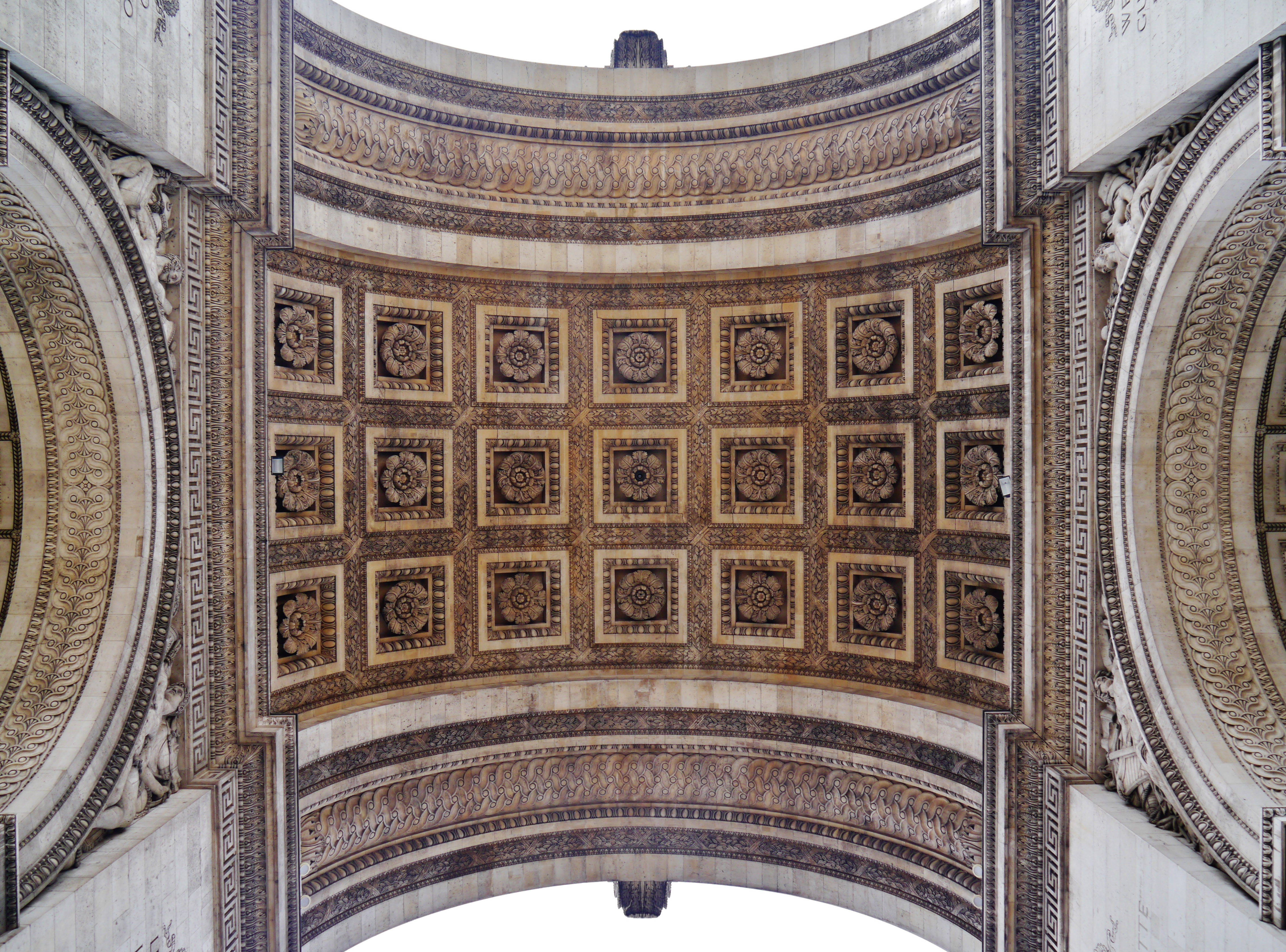
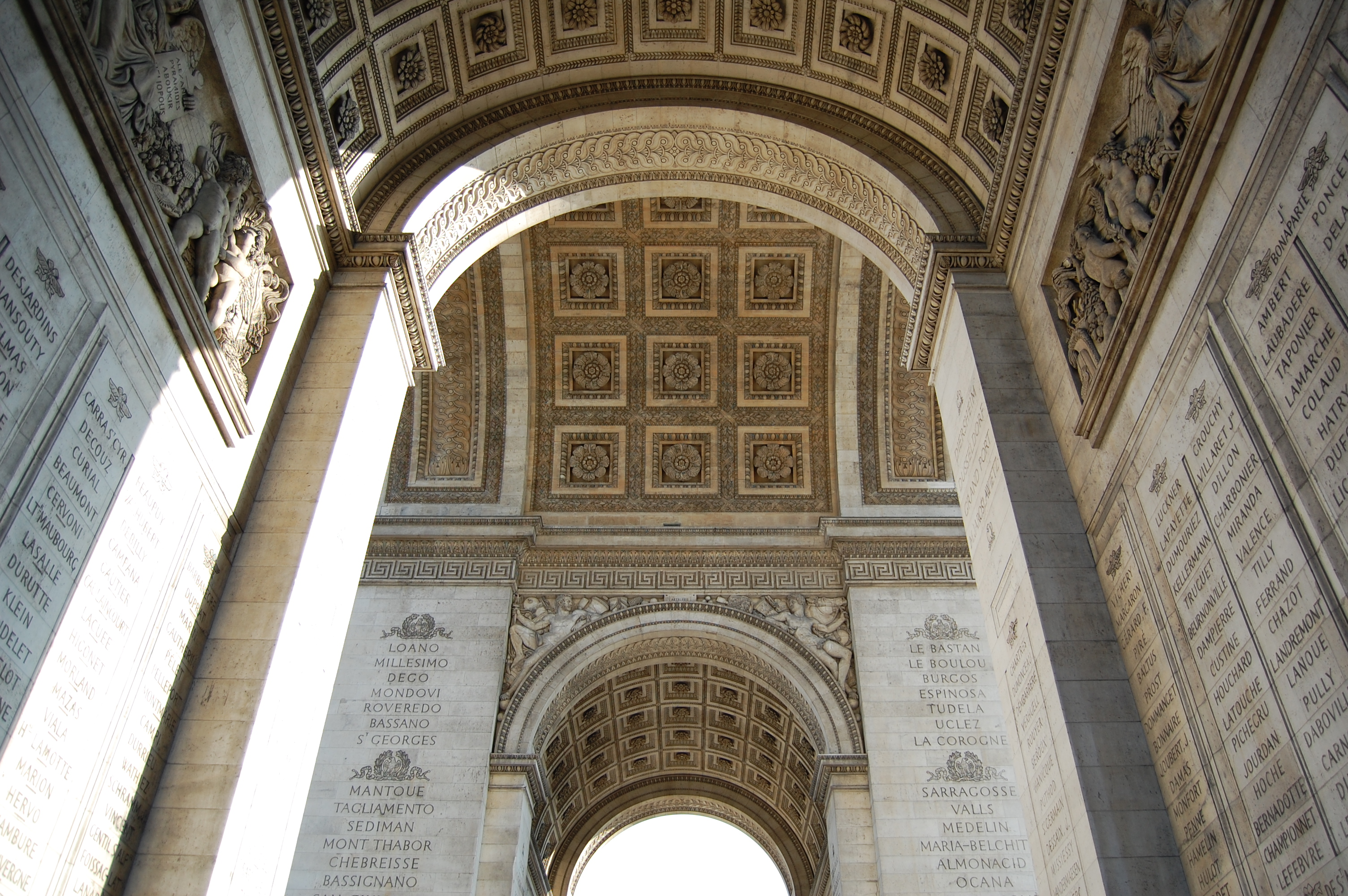

- Nội thất của Khải Hoàn Môn.

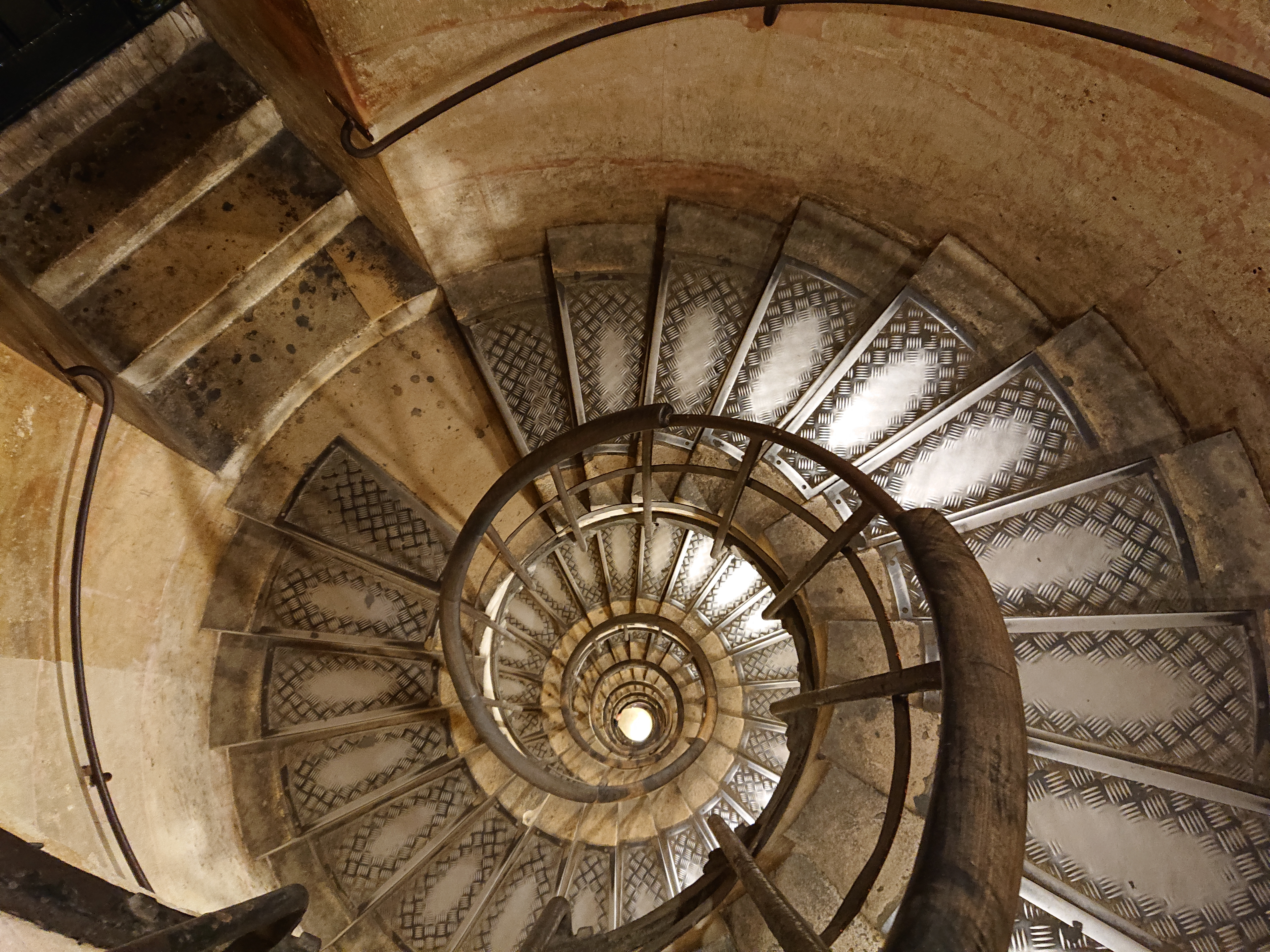
Cầu thang xoắn
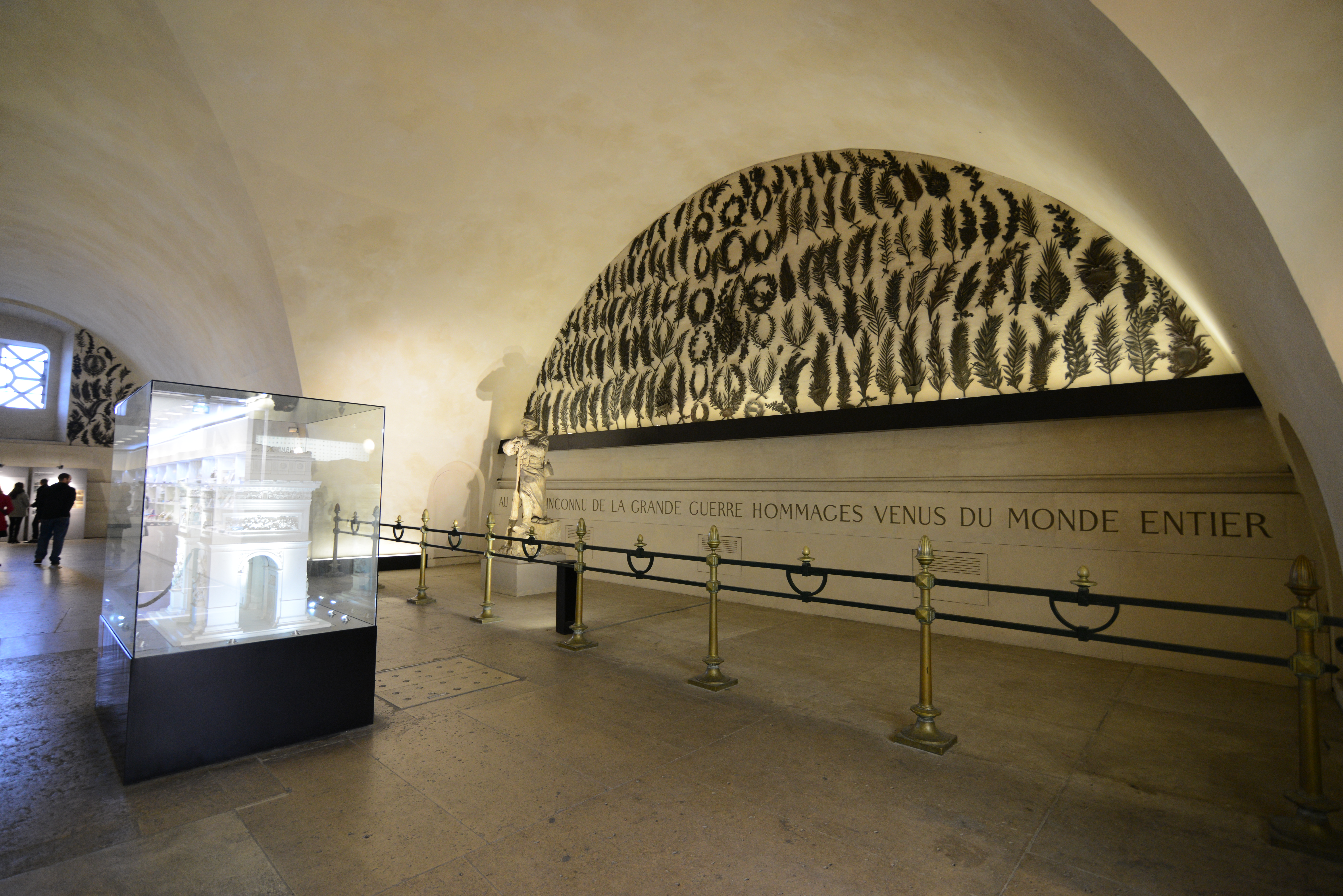
Triển lãm thường trực về thiết kế của Arch
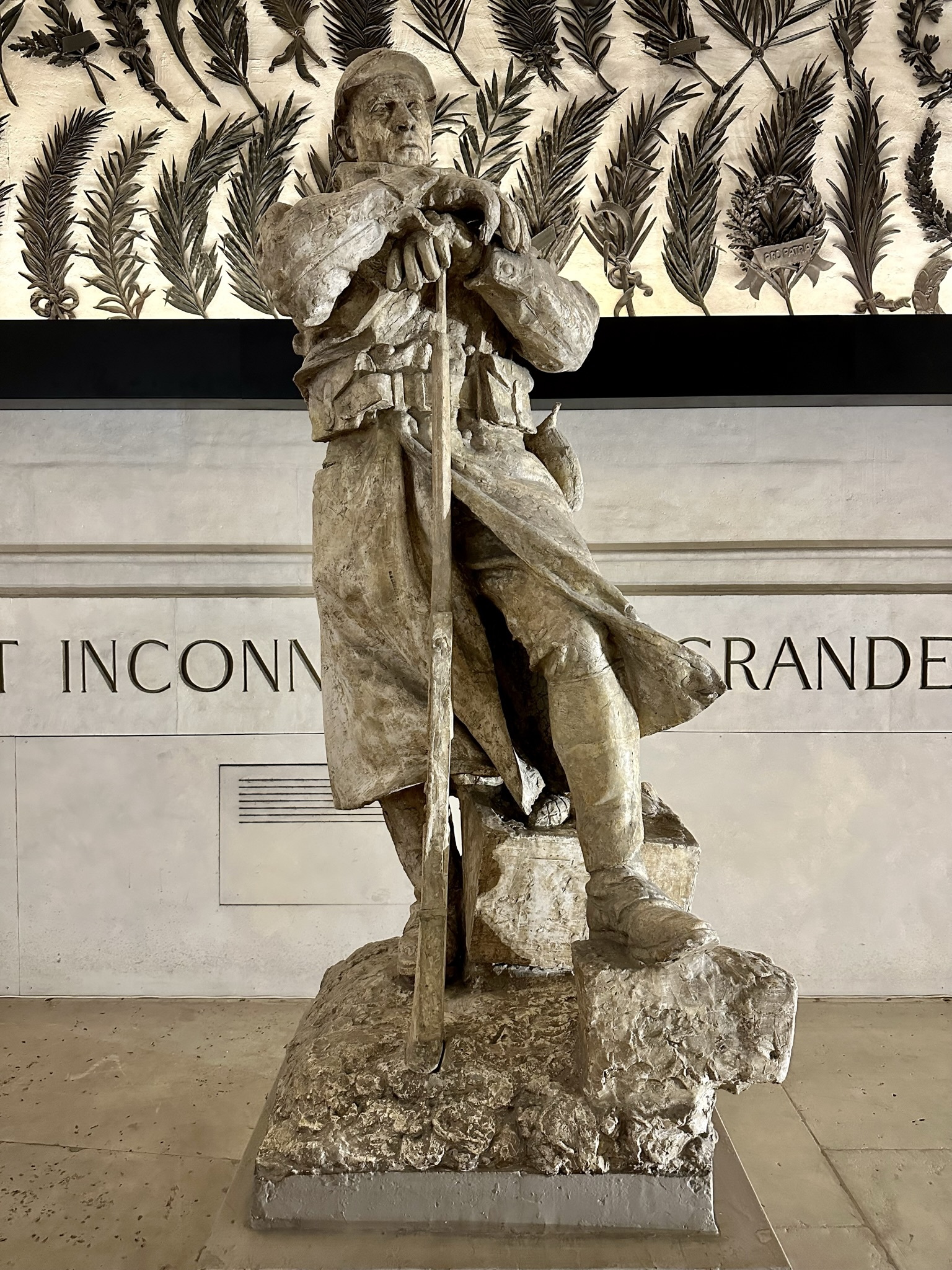
Tượng đài Chiến tranh thế giới thứ nhất
Triển lãm thường trực về thiết kế của Arch

- Có một số mảng dưới chân tượng đài.

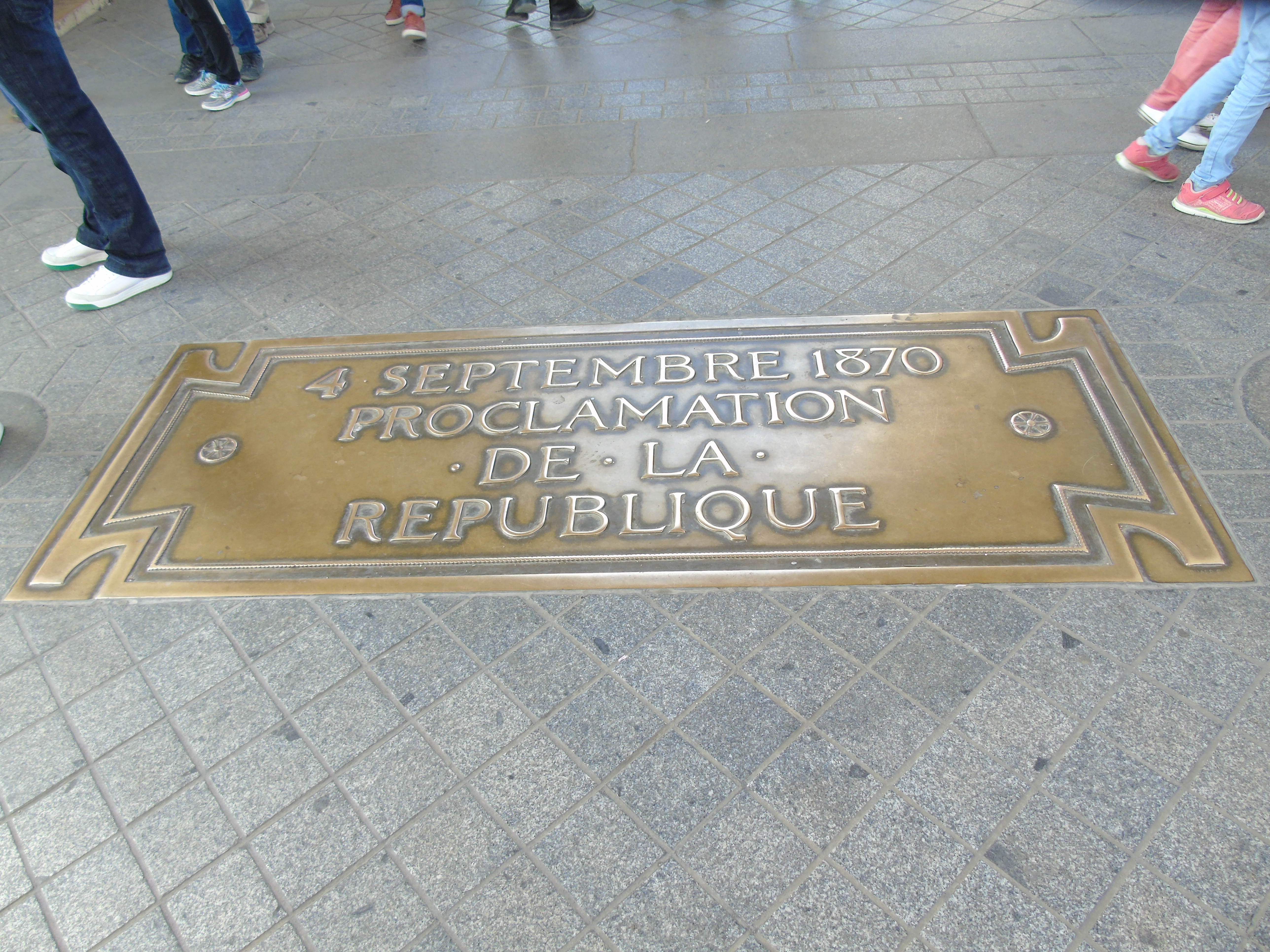
Tuyên bố mảng bám Cộng hòa
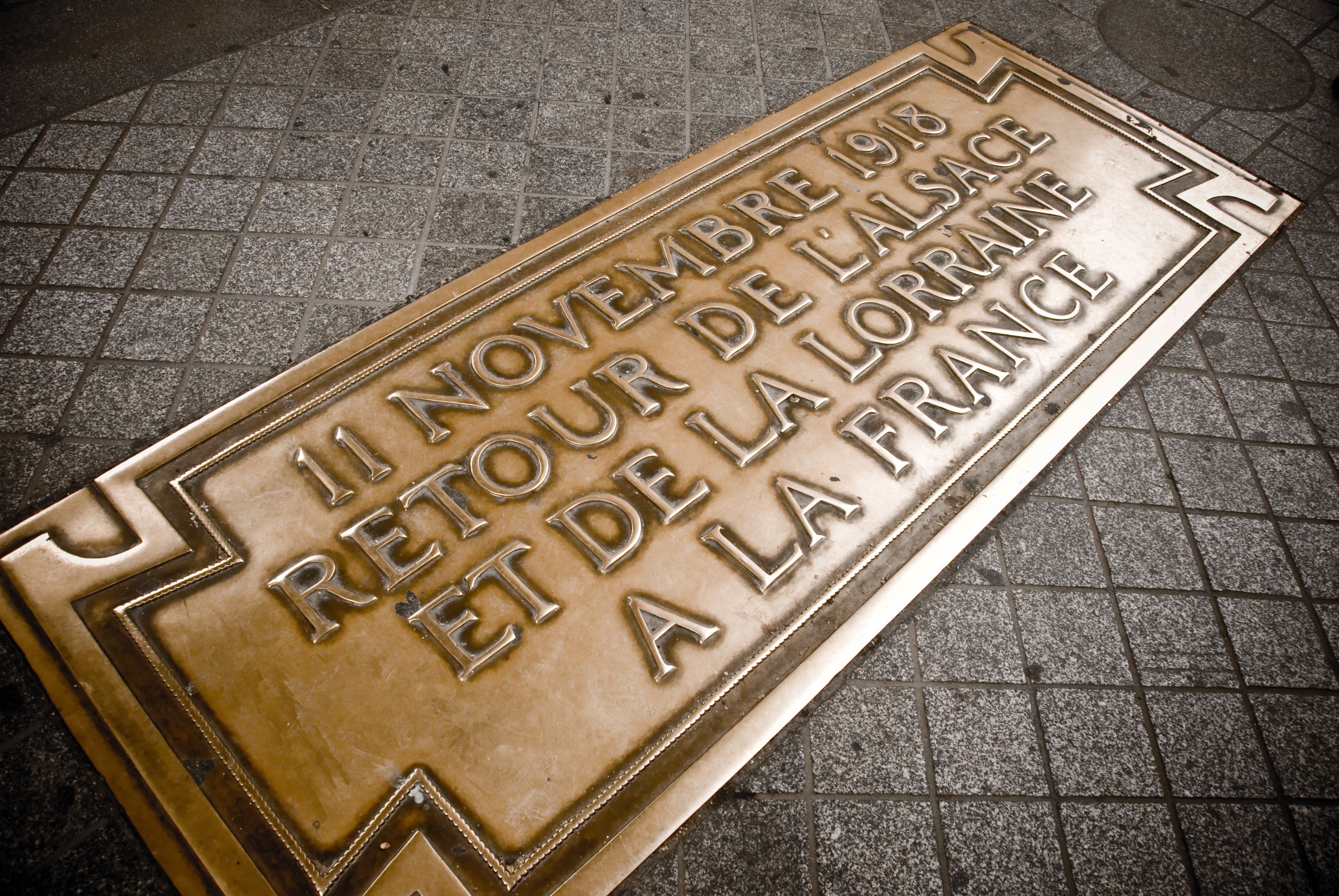
Alsace và Lorraine
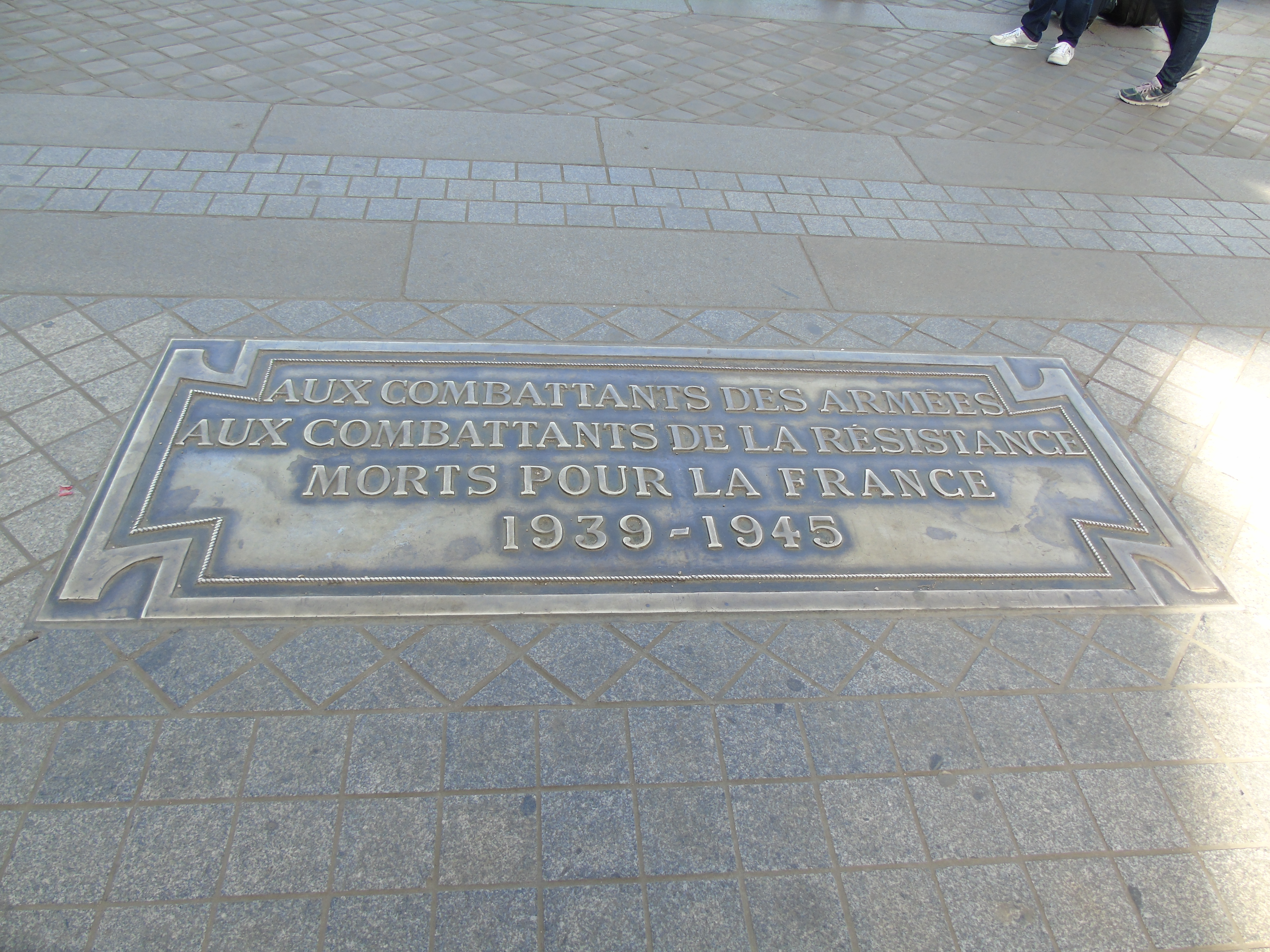
Lực lượng Vũ trang Pháp
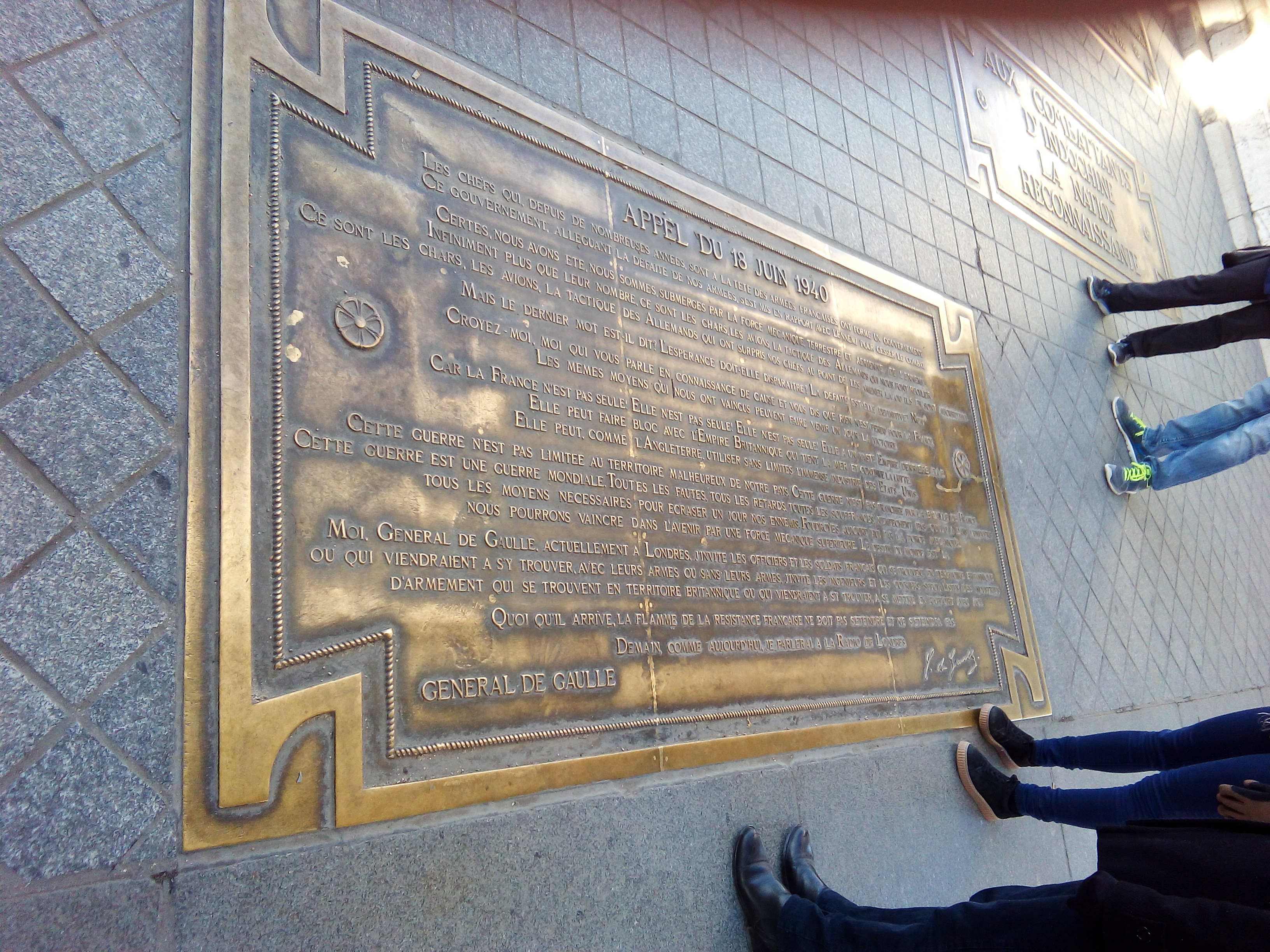
De Gaulle mảng bám lời nói

### Mộ chiến sĩ vô danh

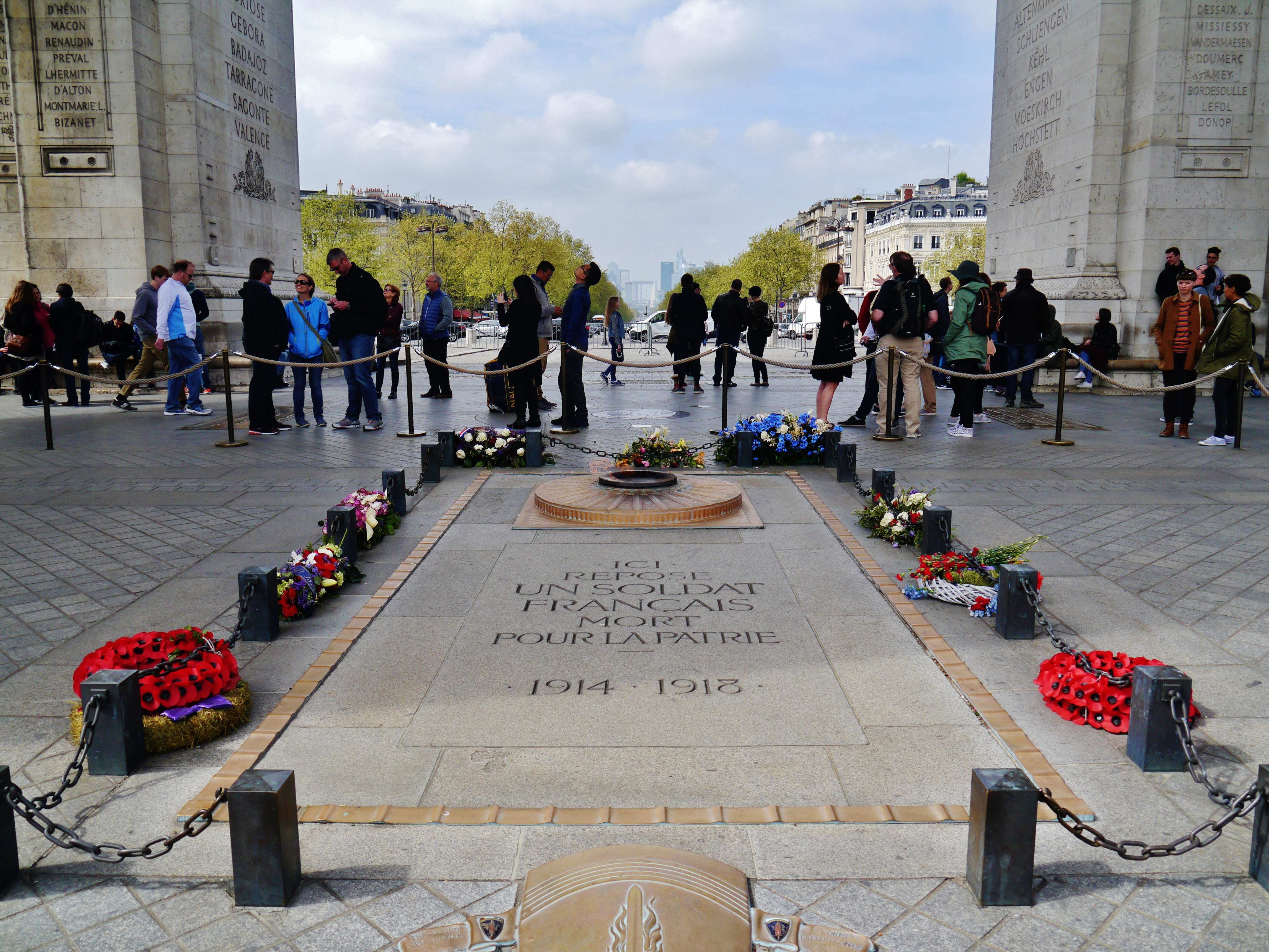
Mộ chiến sĩ vô danh

Mộ chiến sĩ vô danh nằm dưới Khải Hoàn Môn từ ngày 11 tháng 11 năm 1920. Đây là một người lính Pháp vô danh chết trong trận Verdun, thời Chiến tranh thế giới thứ nhất. Cùng với ở Paris, bảy chiến sĩ vô danh khác cũng được chôn cất ở Flandres, Artois, Somme, Chemin des Dames, Champagne, Verdun và Lorraine. Trên ngôi mộ ở Khải Hoàn Môn khắc dòng chữ: ICI REPOSE UN SOLDAT FRANÇAIS MORT POUR LA PATRIE, 1914-1918 (có nghĩa: "Nơi đây yên nghỉ một người lính Pháp chết cho tổ quốc"). Từ năm 1923, một ngọn lửa được thắp trên ngôi mộ chiến sĩ vô danh vào mỗi chiều tối. Buổi lễ được tổ chức vào lúc 18 giờ 30 ở chân Khải Hoàn Môn liên tục cho tới ngày nay. Vào ngày 14 tháng 7 năm 1940, trong thời gian Quân đội Đức chiếm đóng Paris, buổi lễ vẫn được tổ chức với sự cho phép của sĩ quan Đức.

Toàn cảnh Paris nhìn từ Khải Hoàn Môn